# Batalla de Qadesh
La batalla de Qadesh se libró entre las fuerzas del Imperio Nuevo de Egipto, gobernado por Ramsés II, y el Imperio hitita, gobernado por Muwatalli II, en la ciudad de Qadesh, a orillas del río Orontes, en las proximidades del lago de Homs, cerca de la frontera de Siria con Líbano.
La batalla suele datarse hacia el año 1274 a. C. por la cronología egipcia. Es la primera batalla de la que se conservan registros históricos detallados de las formaciones y de las tácticas. Se cree que fue la mayor batalla de carros de guerra jamás librada, habiendo participado entre 5000 y 6000 carros.
Como resultado de las múltiples inscripciones de Qadesh, es la batalla mejor documentada de la Antigüedad.
Los hititas atacaron primero y estuvieron a punto de derrotar a los egipcios, aunque gracias al mando de Ramsés II los egipcios lograron contrarrestar el ataque y la batalla acabó en un empate. Tras esto, Ramsés II y Hattusili III firmaron el primer tratado de paz de la historia.
Fue el último gran acontecimiento militar de la Edad del Bronce.

## Las fuentes antiguas

### Egipcias
Poco después de la batalla, Ramsés II ordenó conmemorarla en las paredes de varios de sus templos, atestiguando la importancia del evento para su reinado. La batalla de Qadesh se describe en cinco templos: algunos fragmentos en dos paredes del templo de Abydos, probablemente los más antiguos; en tres lugares del templo de Amón de Luxor; dos en cada uno de los grandes patios del Ramesseum, que fue el templo funerario de Ramsés II en Tebas-Oeste; y, finalmente, una representación más breve en la primera sala hipóstila del templo principal de Abu Simbel en Nubia. También hay dos copias de estos textos en papiros escritos en hierático.
Tres textos patrocinados por Ramsés II, y de los cuales existen muchas copias, explican la batalla.
- El Poema de Pentaur es un relato de la batalla que Ramsés II encargó al escriba Pentaour. Es un texto extenso, del cual hay ocho copias en diferentes templos y otras en papiros. Es la descripción más detallada y más poética del combate y se describen las cualidades más destacadas del faraón, destacando su relación con el dios Amón.[23][24]
- El Boletín de guerra es un texto más breve. Hay siete copias en bajorrelieve junto a las copias del Poema.[25][26]
- Los relatos de los bajorrelieves constituyen una tercera fuente escrita. Estos comentarios de las representaciones figurativas de la batalla a veces proporcionan información que no se encuentra en los otros dos textos.[27]

### Hititas
No se conoce ningún texto hitita que describa la batalla de Qadesh. Muwatalli II no dejó ningún texto oficial en conmemoración de sus campañas militares, pero se menciona el conflicto con Ramsés II en textos de sus sucesores: la Apología de Hattusili III (CTH 81) y un decreto de Hattusili III (CTH 86), que era el hermano de Muwatalli II y que estuvo presente en el campo de batalla, así como la historia que aparece en el prólogo del tratado firmado por su hijo, Tudhaliya IV, y el rey de Amurru, Shaushgamuwa (CTH 105). La batalla de Qadesh parece ser evocada en cartas enviadas por Ramsés II a Hattusili III, aunque hay poca información sobre eso.

## El Tratado de Qadesh

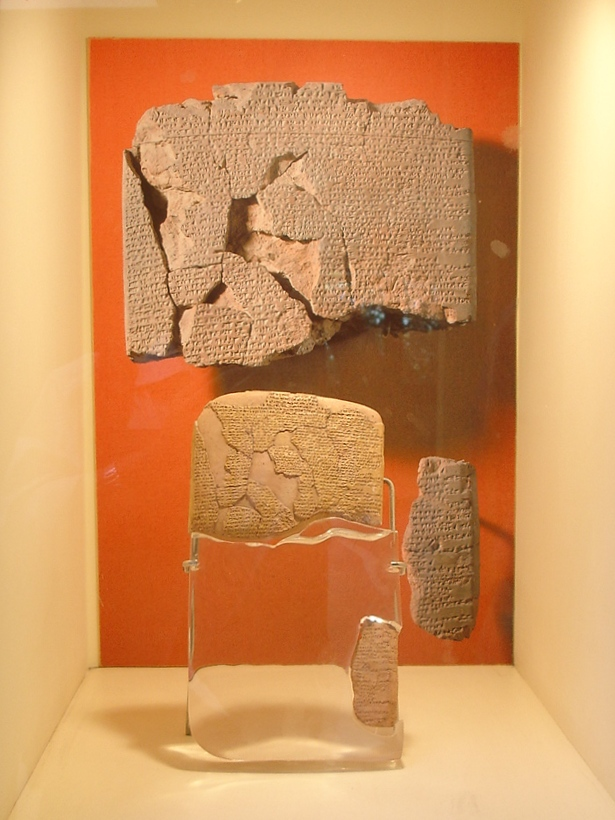
Tabla de arcilla conteniendo el Tratado de Qadesh, Museo de Arqueología de Estambul.

El documento que formalizó la tregua entre Egipto y el Imperio hitita, conocido como Tratado de Qadesh, es el primer texto de la historia que documenta un tratado de paz. Fue copiado en numerosos ejemplares escritos en caldeo babilonio (lengua franca de la diplomacia de la época) sobre preciosas hojas de plata. Varios ejemplares se han encontrado en Hattusa, capital hitita, mientras que otras copias se hallaron en Egipto.
Otros ejemplares escritos sobre materiales más viles, conteniendo el mismo texto, también han llegado hasta nosotros, como, por ejemplo, el conjunto de tablas de arcilla conservado en el Museo de Arqueología de Estambul, correspondiente a la versión hitita del tratado.

## Contexto histórico

### La importancia de Siria

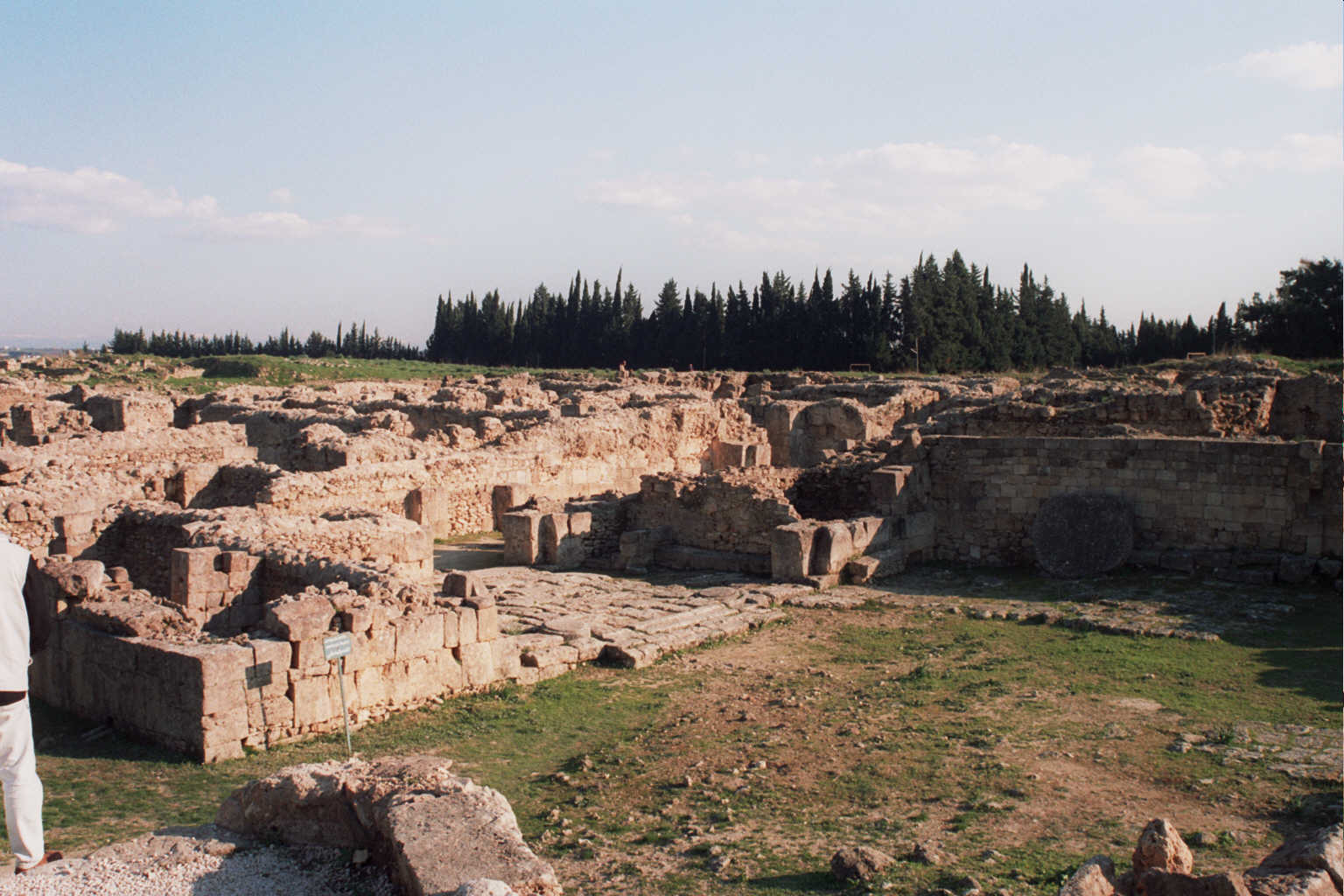
Restos de Ugarit.

Punto de encuentro, cruce y negociación del tráfico y comercio de su tiempo, y área dotada de inconmensurables recursos naturales, Siria era la encrucijada mercantil, cultural y militar del mundo antiguo. No sólo producía ingentes cantidades de trigo, sino que por allí pasaban las mercancías provenientes de los buques que cruzaban el Egeo y los de lugares más lejanos que llegaban al Asia Menor por el puerto de Ugarit, especie de Venecia antigua que dominaba el comercio del Mediterráneo oriental, y se encontraba, precisamente, ubicada en Siria. Los derechos aduaneros que percibiría quien dominase la región eran enormes; sumados a su estratégica posición militar, la producción agropecuaria y los derechos de tráfico y exportación, convertían a la zona en una de las de mayor importancia estratégica del mundo antiguo.
Por la zona se transportaban vidrio, cobre, estaño, maderas preciosas, joyas, textiles, alimentos, artículos de lujo, productos químicos, loza y porcelana, herramientas y metales preciosos. A través de una telaraña de rutas comerciales que comenzaban y terminaban en Siria, esas mercancías se distribuían por todo el Medio Oriente, mientras que otros productos llegaban allí desde sitios tan apartados como Irán y Afganistán.

### Entre dos potencias
Pero Siria sufría la desventaja de encontrarse en medio de las dos grandes potencias políticas y militares de su época: el Imperio egipcio y Hatti, el inmenso Imperio hitita. Como es obvio, ambos ambicionaban dominar Siria para explotarla en su propio provecho. Hoy se considera que, hace 3300 años, el mero hecho de controlar el territorio sirio significaba el ascenso automático de cualquier nación a la exclusiva élite de quienes merecían llamarse "potencia mundial". Así parecieron entenderlo Mittani primero, Hatti y Egipto más tarde, y Asiria y Nabucodonosor al final.
Es comprensible, por tanto, que Mittani, Hatti y Egipto derramaran, durante los siglos anteriores a Qadesh, verdaderos océanos de sangre en sus desesperadas tentativas de dominar la región, proporcionando así un violento escenario general donde se moverían los factores concretos que desembocarían en la batalla.

## Antecedentes
Tras las campañas del monarca hitita Suppiluliuma I contra el reino de Mitani, en el norte de la actual Siria, entre los años 1340 y 1330 a. C., Mitani se desintegró y los hititas llegaron a dominar la mayor parte de Siria. Varios lugares vasallos de los egipcios cayeron en la campaña hitita, como el reino de Amurru y Qadesh, pero no parece que el faraón Akenatón considerase la opción de luchar para recuperarlos. Hubo un conflicto entre Egipto y el Imperio hitita cuando, según fuentes hititas, la reina egipcia Anjesenamón, viuda de Tutankamón, pidió a Suppiluliuma I uno de sus hijos en matrimonio para hacerlo rey de Egipto. El rey hitita aceptó la propuesta y envió a su hijo Zannanza como prometido a la reina, pero fue asesinado por el camino. El rey hitita optó por enfrentarse con Egipto a pesar del tratado de amistad que habían firmado los dos países hacía mucho tiempo.
A comienzos del siglo XIII a. C., los egipcios y los hititas tuvieron más de veinte años de relación conflictiva.
Los conflictos, encabezados por los hijos del anciano rey hitita, no dieron resultados significativos. La respuesta egipcia al progreso hitita vino solo con Horemheb, considerado el último faraón de la dinastía XVIII, quien apoyó una revuelta de varios vasallos hititas, entre los que estaban Qadesh y Nuhasse, que fueron difíciles de someter por las tropas hititas dirigidas por aquellos príncipes, incluida de la de Karkemish. El rey Mursili II intervino más tarde en persona para restablecer la cohesión entre sus vasallos, firmando con ellos varios tratados de paz.
Pero la situación cambió, y los hititas se pusieron a la defensiva frente a los egipcios. Seti I, el segundo faraón de la dinastía XIX, capitaneó un contraataque egipcio para recuperar a los vasallos perdidos. Conmemoró su victoria contra los hititas con una inscripción y un relieve en un templo de Karnak. Se apoderó de Qadesh, y el rey Benteshina de Amurru se unió a su campaña. Las tropas hititas estaban al mando del virrey de Karkemish, que supervisaba la dominación hitita en Siria. El rey Muwatalli II estaba en el oeste de Anatolia ocupado con una rebelión más grave que la situación en Siria, a pesar del hecho de que los otros adversarios de la región, los asirios, también avanzaban. La reacción hitita es lenta. Qadesh volvió al dominio hitita en los años siguientes por causas desconocidas, ya que las fuentes hititas no mencionan este hecho.
A finales de la dinastía XVIII de Egipto, las cartas de Amarna cuentan la historia del declive de la influencia egipcia en la región. Los egipcios mostraron poco interés en la región a finales de la XVIII dinastía.
Esto continuó en la dinastía XIX. Al igual que su padre, Ramsés I, Seti I fue un jefe militar que se propuso que el Imperio egipcio fuese como en los tiempos de los reyes Tutmosis I, Tutmosis II y Tutmosis III, un siglo antes. Las inscripciones en los muros de Karnak registran detalles de las campañas de Seti I en Canaán y en la antigua Siria. Ocupó de nuevo las posiciones egipcias abandonadas y las ciudades fortificadas. No obstante, esas regiones volvieron posteriormente a control hitita.
Con la llegada de Ramsés II, alrededor de 1279 a. C., solo Amurru permanecía como aliado en la campaña egipcia, pero Muwatalli intentó que se unieran a él. Los primeros tres años del reinado del nuevo faraón estuvieron dedicados a los asuntos internos. En el cuarto año de su reinado, el 1275 a. C., realizó una primera campaña a Amurru, probablemente pasando por mar. Dejó una estela en Nahr el-Kelb, en la costa central del Líbano. Esta expedición se hizo para mostrar el apoyo a su vasallo contra los hititas.
En mayo de 1274 a. C., el quinto año de su reinado, Ramsés II comenzó una campaña desde su capital, Pi-Ramsés (el moderno Qantir). El ejército se trasladó a la fortaleza de Tjel y avanzó por la costa hasta Gaza.

### Elstatu quo: Hatti y Mitani
Dos generaciones antes de Ramsés, el decorado había sido diferente: las potencias dominantes en la región no eran Egipto y Hatti, sino Egipto y el gran reino de Mitani. Tutmosis IV (1425-1417 a. C.) había logrado formalizar una paz duradera, consciente de que, habiendo dos reinos grandes y muchos pequeños en la zona, los dos poderosos sólo podrían dominar a los demás si no guerreaban entre sí.

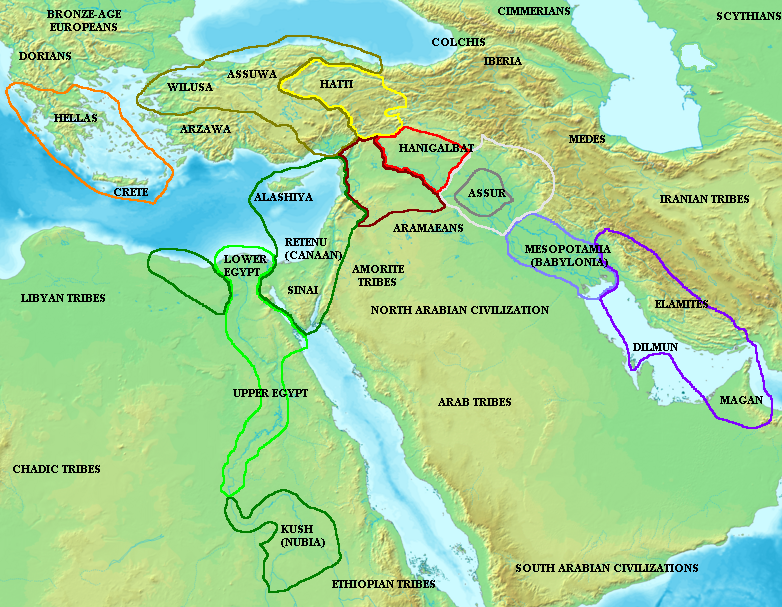
El Creciente fértil en esta época: Egipto (verde claro), zonas de influencia egipcia (verde oscuro), Hatti (amarillo) y Mitani (rojo). Asiria (gris) comenzaba a expandirse.

Conocedor de este hecho, el poderoso rey hitita Suppiluliuma I comprendió que, para llegar a ser uno de los dos grandes, debía destruir al más débil de ellos y reemplazarlo. Inició así un proyecto a largo plazo de destrucción completa y sistemática de Mitani, prestando particular atención al plan de erradicarlo de sus posiciones militares, comerciales e industriales del norte de Siria.
Los faraones Tutmosis III y su hijo Amenofis II no reaccionaron ante este hecho porque Mitani llevaba dos siglos quitándoles territorios sirios, y pueden haber creído que todo lo que fuese malo para su enemigo, sería bueno para ellos.
Así las cosas, el rey de Mitani, Shaushtatar, decidió acercarse a Egipto para ver si la agresividad de los hititas se detenía. No quería verse obligado a hacer una guerra en dos frentes, contra los egipcios en el sur y contra los hititas en el este. Ofreció a los egipcios un tratado de "hermandad" que fue aceptado, y sus emisarios llegaron a Egipto en el año décimo del reinado de Amenofis (1418 a. C.?) con tributos y saludos para el faraón.

### Alianza entre Egipto y Mitani
Los sucesores de Amenofis II y Shaushatar —Amenofis III y Artatama I— formalizaron por fin el pacto, añadiendo una unión de sangre a la amistad política entre Mitani y Egipto: el emperador egipcio se casó con la hija del rey mitano, Taduhepa.
Logrados todos los objetivos de unidad, no agresión y libre comercio, llegó el momento de delimitar minuciosamente las fronteras entre ambos imperios, que consistían, precisamente, en la Siria central, en territorios ambicionados por ambos y también por los hititas.
Por medio de un tratado de límites —que nunca ha sido hallado—, Artatama reconocía los derechos egipcios sobre el reino de Amurru, el valle del río Eleuteros y las ciudades de Qadesh (la nueva, sobre un promontorio estratégico, y la vieja a su lado, en el llano).
Para compensar estas cesiones, Amenofis renunciaba para siempre a los territorios entonces mitanos pero que habían sido egipcios por virtud de las conquistas de los grandes faraones guerreros de la XVIII Dinastía: Tutmosis I y Tutmosis III.
El tratado fue tan satisfactorio para ambas partes que, a partir de su formalización, siguieron más de dos siglos de paz y prosperidad, de respeto y de amistad mutua. La estabilidad de esas fronteras duró tanto que quedaron impresas en las mentes de todos los que habitaban la región como límites estáticos e imposibles de modificar.

### Paz
La fructífera diplomacia de Amenofis III eliminó a los hititas de la ecuación: Hatti había vuelto a ser un "pequeño reino" entre las grandes potencias. Los dividendos de la paz fueron tan grandes, y tan poderosos se hicieron Mitani y Egipto, que nadie en Hatti podía soñar en desbancar a ninguno de los dos. Sumado esto a la amenaza de una tercera potencia que se alzaba, a sus espaldas, en oriente —la Asiria kasita—, los hititas se vieron forzados a aceptar su papel de figurantes en la gran obra de crecimiento que protagonizaban las tres potencias que dominaron el mundo durante los dos siglos siguientes: asirios, egipcios y mitanos.

### La estratégica región de Amurru y Qadesh
Amurru era el nombre con que los egipcios llamaban coloquialmente al estratégico valle del Eleuteros (en griego, "río de los hombres libres"), especie de pasillo terrestre que les permitía alcanzar desde la costa y sus puertos las posiciones avanzadas en la Siria central, localizadas en las riberas del río Orontes. Amurru era, pues, vital para los faraones.
Pero Amurru no era importante solo para el comercio y la paz: los reyes anteriores habían debido mantener el paso abierto para poder enviar a sus ejércitos al norte para hacer la guerra a Mitani. Y sucedía que, para mantener el paso de Amurru a su disposición, Egipto debía dominar la ciudad de Qadesh, a orillas del Orontes. Caída Qadesh, caería Amurru y el comercio y las comunicaciones egipcias se verían anuladas por entero. Este solo hecho es la justificación de toda la guerra siria de Ramsés y de los esfuerzos de sus predecesores para mantener la zona en sus manos.

### Los Estados satélites
La muy precisa demarcación de los límites entre Mitani y Egipto, consecuencia del tratado de dos siglos antes, y la paz subsiguiente posibilitaron el establecimiento de numerosos reinos o Estados "intermedios", vasallos de uno u otro de los poderosos imperios, que se comportaban como los modernos "países satélites" que poblaron Europa y Asia en el siglo XX.
Estos satélites suavizaban las posibles tensiones entre ambos, convirtiéndose en "lubricantes" o intermediarios que, por interés propio, hacían lo que estaba en sus manos para mantener la paz y la concordia. Al ser Estados fronterizos, débiles militarmente pero ricos y ubicados en posiciones estratégicas, sus gobernantes tenían claro que serían los primeros en desaparecer si estallaba un conflicto. Sin ambiciones territoriales, aparte de las relativas a su propia supervivencia, los Estados satélites tenían mucho que perder y nada que ganar en caso de una confrontación militar en la región.

### El reino de Amurru
Sin embargo, el reinado de Amenofis III vio el nacimiento de un nuevo poder: una extraña unidad política que se autodenominaba "reino de Amurru" y que comenzó de inmediato a causar problemas.
Este reino no existía en el momento de la delimitación de las fronteras, pero caía del lado egipcio, por lo que los hititas no le reconocieron soberanía ni entidad jurídica de país independiente. Un dirigente llamado Abdi-Ashirta, y más tarde su hijo Aziru, comenzaron a organizar la heterogénea constelación de tribus que poblaban el lugar y, con cierta pericia, lograron cohesionarlos en una estructura política que dominó, a fines del siglo XIV a. C., todo el territorio crítico, es decir, el ubicado entre la playa mediterránea y el río Orontes.
No conformes con esto, Abdi-Ashirta y Aziru lograron expandir las fronteras de su pequeño reino, explotando la indiferencia que la corte egipcia manifestaba respecto de la región. Los Estados vecinos, que veían menguar sus fronteras a expensas de las ambiciones expansionistas amorreas, recurrieron al faraón para solicitarle que, mediante el envío de tropas, impusiera disciplina a su vasallo, a lo que el emperador se negó.
Finalmente, fue Mitani el que se vio afectado por los despojos territoriales, y este reino no tenía por costumbre permanecer impávido ante las invasiones. Mitani envió una expedición para destruir el poder amorreo —se cree que Abdi-Ashirta murió en este conflicto— y consiguió su objetivo, pero el daño ya estaba hecho. Como era de esperar, las tropas mitanas no se retiraron tras la destrucción de Amurru, y el faraón, que no podía tolerar que uno de sus poderosos vecinos tuviese tropas estacionadas en su territorio, se vio forzado a emprender, también él, acciones militares.
Amenofis envió al ejército para desalojar a los mittanos, y este movimiento representó el fin de dos siglos de paz y la licuefacción de las fronteras dibujadas con tanto trabajo y mantenidas con semejante esfuerzo. Fue, también, el inicio de la controversia que culminaría en el campo de batalla de Qadesh.

### Suppiluliuma I el Grande
Suppiluliuma I el Grande fue coronado rey de Hatti alrededor de 1380 a. C., y desde el mismo día de su ascensión demostró que su principal interés era obtener y conservar el control hitita de la Siria septentrional y central. De inmediato atacó a Mitani y le arrebató los reinos de Alepo, Nuhashshe, Tunip y Alalakh. Este conflicto se conoce como primera guerra siria.
Diez años más tarde, Mitani intentó recuperarlos por la fuerza. Suppiluliuma consideró que esta iniciativa lo habilitaba para volver a atacar, y así la segunda guerra siria llevó destrucción y caos al reino vecino. Waššukanni, capital y principal ciudad del reino de Mitani, fue saqueada e incendiada. Los hititas cruzaron el Éufrates y, virando al oeste, se apoderaron de Siria, algo que hoy se cree fue siempre su verdadero objetivo.
Hatti formalizó tratados con los reinos ex-mitanios capturados, los declaró vasallos suyos y ocupó el sur, llegando hasta Carchemish y haciéndose dueña —además de los nombrados— de los Estados vasallos de Mukish, Niya, Arakhtu y Qatna.

### Akenatón

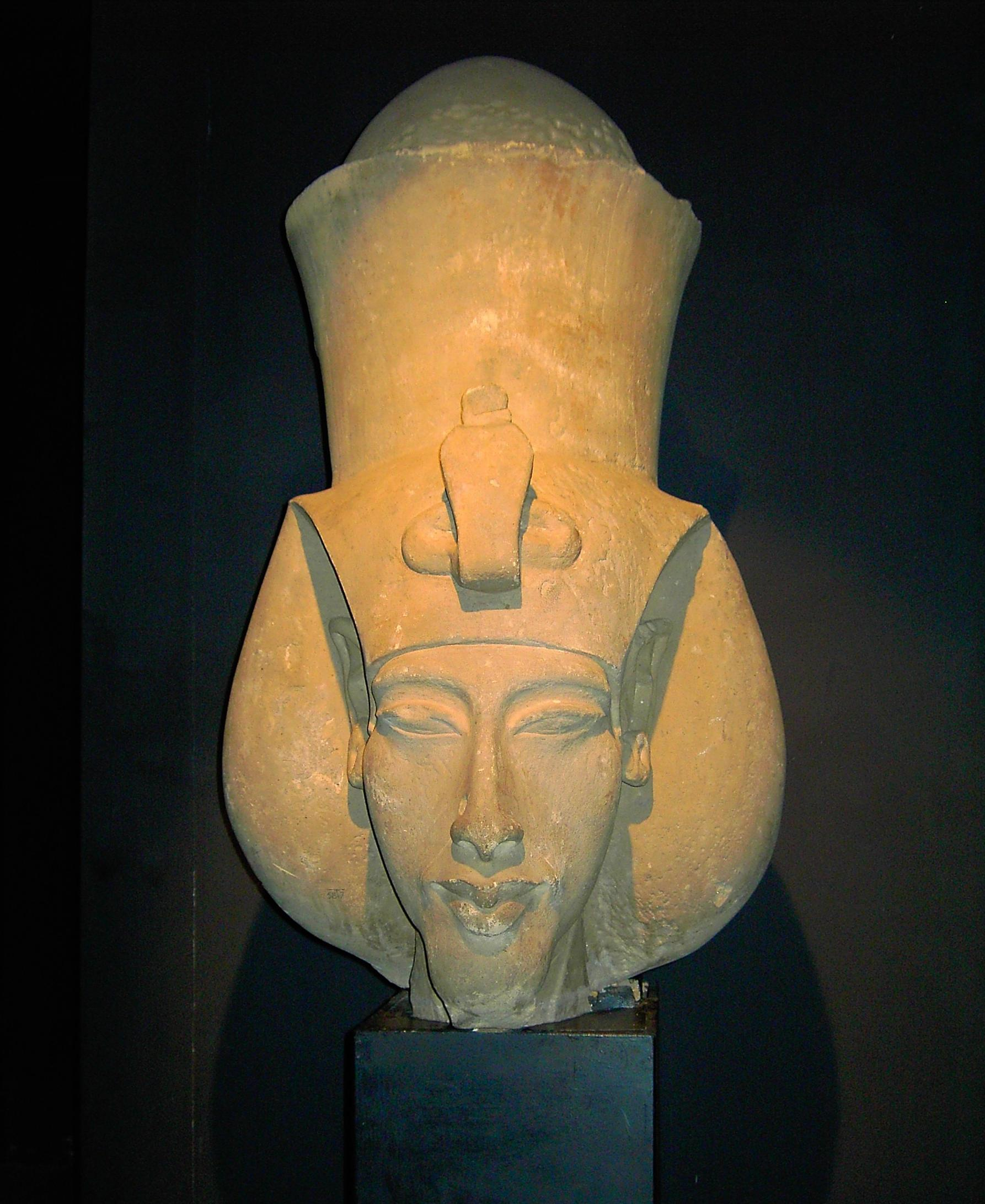
Amenofis IV Akenatón.

Mientras tanto, en su palacio de Aketatón, el joven faraón Amenofis IV, que pasaría a la posteridad con el nombre de Akenatón, miraba el imparable avance hitita con aparente desinterés. Muchos historiadores le imputan el hecho de haber tolerado la caída de la importante ciudad comercial de Ugarit y del baluarte estratégico de Qadesh sin haber intervenido para evitarlo ni para recuperarlas más tarde.
La teoría moderna explica, en parte, la actitud de Akenatón: vistas desde Amarna, Qadesh y Ugarit quedaban fuera de las nuevas fronteras establecidas para el territorio egipcio, lo que convertía su conquista o pérdida en un asunto exclusivo del conflicto mittano-hitita, en el que Egipto no intervendría mientras pudiese evitarlo. El faraón tenía ya suficientes problemas con su resistida reforma al sistema de creencias y la conversión de Egipto a una religión monoteísta como para preocuparse por lo que para él eran pequeñas aldeas situadas a más de 800 km de distancia. Además, Suppiluliuma le había dejado en claro que Hatti no traspondría las fronteras, y que la paz entre egipcios e hititas estaría asegurada mientras él viviese.
De hecho, la conquista hitita de Qadesh había sido consecuencia no deseada de un imponderable: nunca había estado en la mente de Suppiluliuma atacar a un estado vasallo de Akenatón. Lo que sucedió fue lo siguiente: el rey de Qadesh, obrando por cuenta propia y sin consultar a Amarna, había obstruido el paso a las tropas hititas por el valle del Orontes, obligando a Suppiluliuma a atacarlo y capturar su ciudad. El rey y su hijo Aitakama fueron llevados como prisioneros a la capital hitita de Hattusa pero Suppiluliuma, hábilmente, pronto los devolvió sanos y salvos para no dar una excusa que hiciese a Akenatón poner en marcha la temible maquinaria de guerra nilótica.

### Qadesh contra Egipto
Suppiluliuma restauró, tras la guerra, el estatus de vasallo egipcio al reino de Qadesh y, durante un tiempo, todo pareció regresar a la normalidad.
Pero a la muerte de su padre y una vez coronado rey, el joven Aitakama comenzó a comportarse como si en realidad fuese un agente hitita. Algunos reyes vasallos vecinos notificaron a Akenatón sobre su conducta, que consistió básicamente en adelantarles que atacaría a la ciudad de Upe (otro importante vasallo egipcio y, por lo tanto, su igual), "sugiriéndoles" que lo apoyaran en esa campaña.
Una vez más, Egipto decidió no intervenir. En lugar de enviar al ejército e imponer el orden por la fuerza, Akenatón se comunicó con Aziru, rey de Amurru, y le ordenó proteger los intereses egipcios en la región, defendiéndolos de la voracidad de Aitakama.
Fiel al estilo de su padre, Aziru aceptó el oro y los suministros del faraón pero, en lugar de usarlos según le había sido mandado, los invirtió en comenzar su propio proceso expansionista a expensas de sus vecinos.

### Akenatón fracasa
Enterado de que Aziru de Amurru tenía en su corte una misión diplomática de Hatti, Akenatón comprendió que el tiempo de las palabras había pasado por fin: con Qadesh en el bando hitita y Amurru negociando con el enemigo estratégico de Egipto, era el momento de adoptar una solución militar.
Aunque no se encuentran documentos que lo prueben, hoy se cree que el faraón envió un ejército que fue derrotado. A partir de entonces la recuperación de Amurru, Qadesh y el valle del Orontes se convirtió en un objetivo prioritario para los restantes faraones de la XVIII Dinastía y comienzos de la XIX.
De tal forma, la estratégica zona quedó bajo el dominio hitita hasta que Ramsés se decidió a recuperarla.

### Seti I

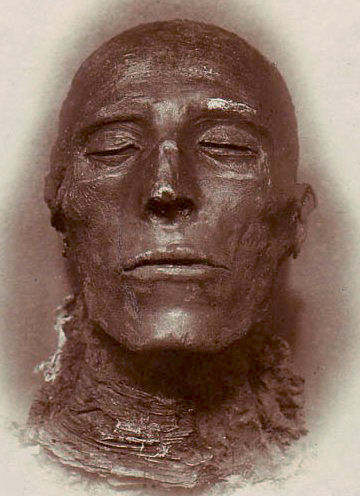
Seti I.

Tras las muertes de Akenatón y de su hijo Tutankamon, Egipto se vio envuelto en una sucesión de tres dictaduras militares conducidas por jefes del ejército. Esta situación, que se prolongó durante treinta y dos años, fue consecuencia del caos institucional heredado tras la tentativa de reforma social y religiosa de Akenatón. Cualquier ambición de estos tres generales de recuperar Siria debió ser postergada por causa de la más terrible y urgente necesidad de apaciguar el ámbito interno de la nación, amenazado por la guerra civil.
Sin embargo, el último de los tres, Horemheb, dejó bien establecida cuál sería la postura egipcia en relación con Amurru de ahí en adelante: se abandonaría la política de gobierno indirecto a través de los reyezuelos vasallos de la región, y se implementaría una ocupación militar en toda regla.
Al iniciarse tras él la XIX Dinastía, su sucesor, Ramsés I y más tarde el hijo de este, Seti I, quisieron recuperar las zonas disputadas. Seti I emprendió de inmediato (en el año 2 de su reinado) una campaña que era una imitación de las de Tutmosis III. Se puso a la cabeza de un ejército que se dirigió al norte, con el objetivo de "destruir las tierras de Qadesh y Amurru", como explica con crudeza su monumento militar en Karnak.
Seti logró recapturar Qadesh, pero Amurru se mantuvo del lado hitita. El faraón siguió al norte y se enfrentó a un ejército de leva hitita, que fue fácilmente destruido. Hatti no le opuso fuerzas más conspicuas porque en ese momento su ejército profesional se hallaba empeñado contra los asirios en la frontera oriental.
La solución fue temporal, no obstante: a la fecha de la muerte de Seti I (siglo XIV a. C.|1279 a. C.]]), Qadesh estaba nuevamente en manos hititas, y la situación se mantendría en equilibrio inestable durante cuatro años más. Para ese entonces, había ya dos nuevos reyes sentados en los tronos de los reinos enfrentados.

### Último intento
En 1301 a. C., Ramsés II, hijo de Seti I, tomó una decisión drástica: para mantener Siria necesitaba Qadesh, y ésta no se sometería a un mero mensajero. Se dirigió al norte, por lo tanto, con un gran ejército, para recibir personalmente el juramento de lealtad del rey amorreo, Benteshina, "motivado", tal vez, por la sombría visión de miles de soldados escoltando al faraón. Está bastante claro que la intención de Ramsés II era someter a Qadesh, de grado o por la fuerza
Hatti tenía un nuevo rey, el inteligente y astuto Muwatalli II. Muwatalli no ignoraba las intenciones del joven Ramsés, y tampoco olvidaba que para Egipto era imperioso dominar Qadesh si quería recuperar alguna vez el control sobre Siria. En tales circunstancias, comprendía que estaba obligado a actuar. Si Benteshina era secuestrado o dominado por Egipto y si Amurru caía en manos del emperador del Nilo, los hititas se exponían a perder todo el centro y norte de Siria, incluyendo puntos neurálgicos de su estrategia como Alepo y Carchemish.
Sin embargo, los hititas podían ahora concentrarse en un solo frente, porque tratados recientes habían eliminado la amenaza asiria a sus espaldas. De modo que en el verano de 1301 a. C., Muwatalli comenzó a organizar un gran ejército que, esperaba, pondría fin a la campaña egipcia. El campo de batalla estaba muy claro para ambos comandantes: lucharían bajo las murallas de Qadesh. Egipto y Hatti se enfrentarían de una vez por todas en un combate definitivo, una enorme batalla que, por fin, definiría si Siria quedaría bajo el dominio faraónico o hitita.

## Mandos de ambos ejércitos

### Ramsés II

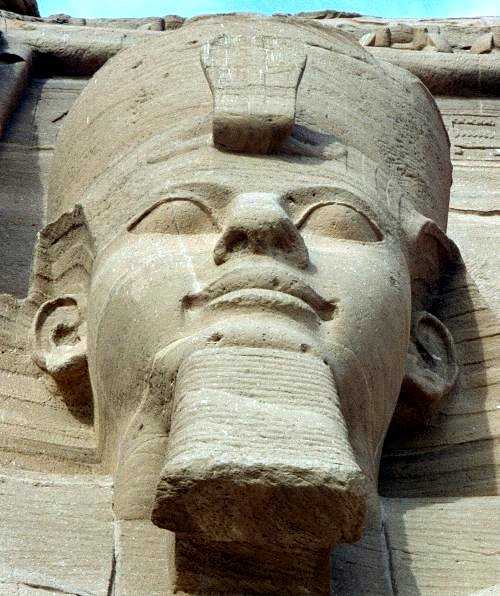
Ramsés II.

Príncipe heredero de la XIX Dinastía, nieto de su fundador Ramsés I e hijo de Seti I, Ramsés fue educado como todos los futuros faraones de su época. Se le enseñó a montar carros de guerra al mismo tiempo que a caminar, a domar y montar caballos y camellos, a combatir con lanza y —lo más importante de todo— a disparar con arco con impresionante precisión desde la plataforma de un carro lanzado a la carrera.
Los príncipes con posibilidades de alcanzar el trono eran separados de sus madres a muy temprana edad —tal vez a los cuatro o cinco años— y enviados a pasar el resto de su infancia y adolescencia a los campamentos militares, quedando a cargo de uno o varios generales que los criarían y educarían en las artes de la guerra, como correspondía a quienes, probablemente, debiesen desempeñarse en el futuro como poderosos reyes guerreros.
Entre los dieciséis y los veinte años, Ramsés acompañó a su padre en las campañas de Libia y Siria. Ante la inesperada muerte de Seti, la doble corona fue colocada sobre su cabeza cuando Ramsés contaba entre veinticuatro o veintiséis años. Era ya un guerrero experto, y estaba perfectamente convencido de la vital importancia de Qadesh y Amurru para el futuro de su imperio.
Desde muy joven se preparó para este conflicto, despreciando en aras del interés nacional los términos del tratado que su padre había firmado con los hititas. Tres años antes del comienzo de la campaña, Ramsés realizó grandes y profundos cambios en la organización del ejército y reconstruyó la antigua capital hicsa de Avaris (rebautizándola Pi-Ramsés) para utilizarla como gran base militar en la futura campaña asiática.

### Muwatalli
Sabemos muy poco del soberano hitita: fue coronado cuatro años antes que Ramsés, y era el segundo de los cuatro hijos varones del rey Mursili II, oponente de Seti I en la guerra siria anterior.
A la muerte de Mursili II, heredó el trono su hijo primogénito, pero su prematura muerte ubicó a Muwatalli en la posición de predominio que necesitaba para intentar conservar la zona en disputa. Se trataba de un gobernante competente y fuerte, bastante honesto y muy buen administrador: reorganizó toda la administración de su imperio para lograr reunir el ingente ejército que se enfrentaría con los egipcios en Qadesh. Nunca, ni antes ni después, ningún otro monarca hitita lograría juntar una fuerza semejante en número y poder.

## Los ejércitos enfrentados

### Ejército hitita
Lo que actualmente se conoce como ejército hitita era, en realidad, la fuerza armada de una enorme confederación reclutada en todos los rincones del gran imperio. Estaba compuesta por tropas de Hatti y de otros diecisiete estados vecinos o vasallos. En la tabla siguiente se muestran los mismos con sus comandantes (cuando se conocen sus nombres) y las tropas aportadas por cada uno de ellos.
| Reino                    | Comandante      | Aporte al ejército            |
| ------------------------ | --------------- | ----------------------------- |
| Hatti                    | Muwatalli I     | 500 carros y 5000 infantes    |
| Hakpis                   | Hattushillish   | 500 carros y 5000 infantes    |
| Pitassa                  | Mittanamuwash   | 500 carros y 5000 infantes    |
| Wilusa, Mira y Hapalla   | Piyama-Inarash? | 500 carros y 5000 infantes    |
| Masa, Karkisa y Arawanna | Desconocido     | 200 carros y 4000 infantes    |
| Kizzuwadna               | Desconocido     | 200 carros y 2000 infantes    |
| Carchemish               | Sahurunuwash    | 200 carros y 2000 infantes    |
| Mitanni                  | Sattuara        | 200 carros y 2000 infantes    |
| Ugarit                   | Niqmepa         | 200 carros y 2000 infantes    |
| Alepo                    | Talmi-Sarruma   | 200 carros y 2000 infantes    |
| Qadesh                   | Niqmaddu        | 200 carros y 2000 infantes    |
| Lukka                    | Desconocido     | 100 carros y 2000 infantes    |
| País del río Seha        | Masturish       | 100 carros y 1000 infantes    |
| Nuhashshe                | Desconocido     | 100 carros y 1000 infantes    |
| Total                    |                 | 3700 carros y 40 000 infantes |

#### Organización

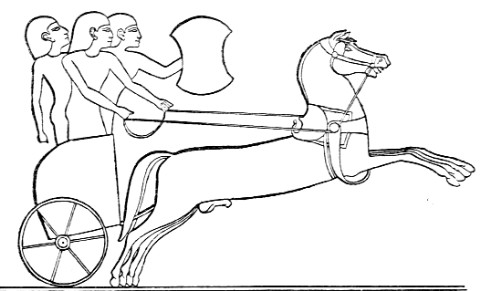
Carro de combate hitita. El artista egipcio —que obviamente no ha estado en combate— ha representado el eje en la posición que ocupaba en los carros egipcios. En los hititas se ubicaba más adelante.

Como la mayoría de los ejércitos de la Edad del Bronce, el ejército hitita estaba organizado en torno a su eficiente fuerza de carros de combate y su poderosa infantería.
Los carros constituían un pequeño y aguerrido núcleo en tiempos de paz, que era rápidamente aumentado cuando se avecinaba una guerra, reclutando a numerosos hombres de las reservas. Estos ricos campesinos combatientes cumplían al enrolarse sus obligaciones feudales para con el rey. Al revés que muchos soldados de levas feudales de la época, los carristas hititas cumplían sesiones periódicas de entrenamiento, lo que los convertía en unidades temibles y temidas.
El arma de carros, antecesor de las caballerías posteriores, estaba constituida por soldados de la pequeña aristocracia rural y la baja nobleza, de alto poder económico —que era, evidentemente, imprescindible para poder atender al mantenimiento de los carros, sus caballos y tripulaciones—. Los gastos que ocasionaban los carros eran también parte de la obligación feudal para con la corona. Así y todo, para alcanzar las grandes cifras de carros que Muwatalli consideraba necesarias para el éxito en Qadesh, es indudable que debió recurrir a muchos aurigas mercenarios.
El gasto que significó para el estado hitita la organización de sus unidades de carros obligó a los dirigentes a ordenar a sus tropas que donasen sus soldadas a la corona. Esto sólo fue aceptado a cambio de que se les otorgara la totalidad del botín. El apetito de los soldados hititas por el saqueo del campamento egipcio explica los sucesos ocurridos en la primera fase de la batalla.
Los tres tripulantes del carro hitita —a los que Ramsés llamaba peyorativamente "afeminados" o "mujeres-soldados" por su costumbre de llevar los cabellos largos— eran el conductor —desarmado, ya que necesitaba ambas manos para conducir el carro—, el lancero y un escudero, encargado de la protección de los otros dos.
Sin embargo, estos carros de tres (a los que P´Ra debió enfrentarse en la marcha de aproximación) constituían solamente la fuerza nacional hitita. Sus demás aliados sirios concurrieron al combate en carros de dos tripulantes denominados mariyannu, copiados de la tradición bélica hurrita, más ligeros y de usos similares a los de sus equivalente egipcios.

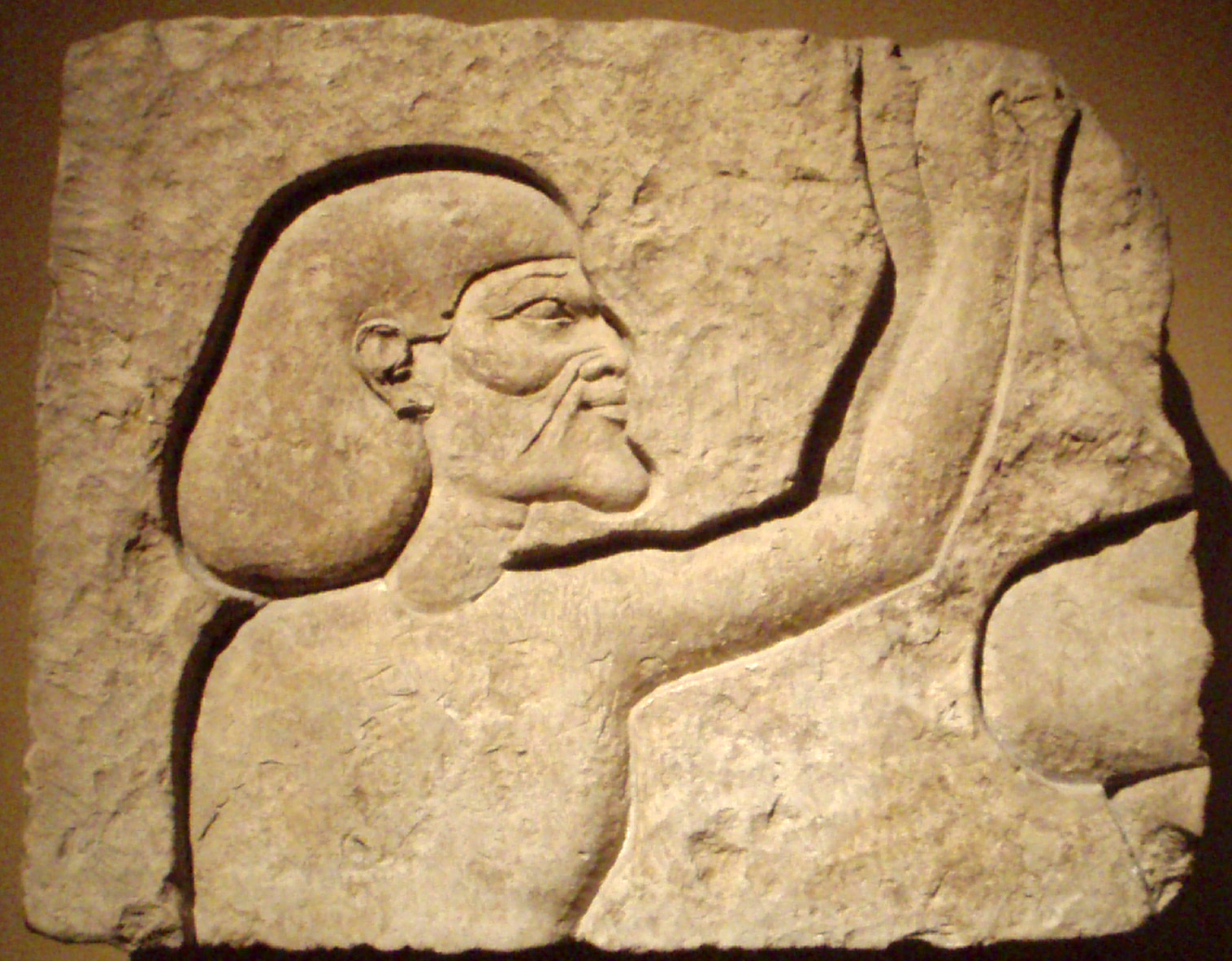
Guerrero hitita.

La infantería era, para los comandantes hititas, un arma subsidiaria y secundaria con respecto a los carros. Sus uniformes eran muy variados, reflejando las diversas condiciones físicas y meteorológicas en que combatía. En Qadesh utilizaron un largo guardapolvos blanco, poco común en las otras campañas.
El infante solía llevar una espada de bronce en forma de hoz y un hacha de combate también de bronce, aunque las armas de hierro ya comenzaban a hacer su aparición en tiempos de Qadesh. Asimismo, la guardia personal de Muwatalli (llamada thr) llevaba lanzas largas como las de los aurigas y las mismas dagas que ellos.
Si bien se sabe que los soldados hititas solían llevar cascos y cotas de láminas de bronce, son muy escasos los relieves egipcios que los muestran con ellos. Respecto de las armaduras de láminas, se ha sugerido que las utilizaron en Qadesh, pero que quedaban ocultas por los guardapolvos.

#### Utilización táctica
Al revés que el ejército egipcio, los hititas utilizaban a los carros como arma ofensiva primaria. Esta actitud se evidencia desde el propio diseño del carro en sí. Se la consideraba un arma de asalto básica, creada para atravesar las filas de la infantería enemiga y abrir en ella brechas que la propia infantería pudiese penetrar. Es por ello que, aunque las tripulaciones estaban equipadas con potentes arcos recurvados, el arma que utilizaban en toda ocasión era la lanza larga arrojadiza.
El carro hitita, a diferencia del egipcio, tenía el eje ubicado en el centro del chasis y era más pesado, puesto que su dotación era de tres. Estas dos características lo hacían más lento y menos maniobrable que el de su oponente, teniendo además una clara tendencia a volcar si se pretendía que virase en ángulos cerrados. Por ello, necesitaba amplísimos espacios vacíos para maniobrar. Su ventaja consistía en su mayor masa e inercia, lo que lo hacía temible al lanzarse en velocidad. Cuando el impulso y la inercia se disipaban (por ejemplo, al atravesar lomadas u obstáculos), la ventaja del carro hitita se diluía.
La infantería, como se ha dicho, debía penetrar en las brechas abiertas por los carros en la infantería enemiga, y por esto se la consideraba solo una fuerza secundaria. Siempre que era posible, los generales hititas intentaban sorprender a su enemigo en campos abiertos de dimensiones tales que les permitieran aprovechar la ventaja que les otorgaban sus carros pesados, teniendo a la vez espacio suficiente para virar con sus grandes ángulos de giro.

### Ejército egipcio

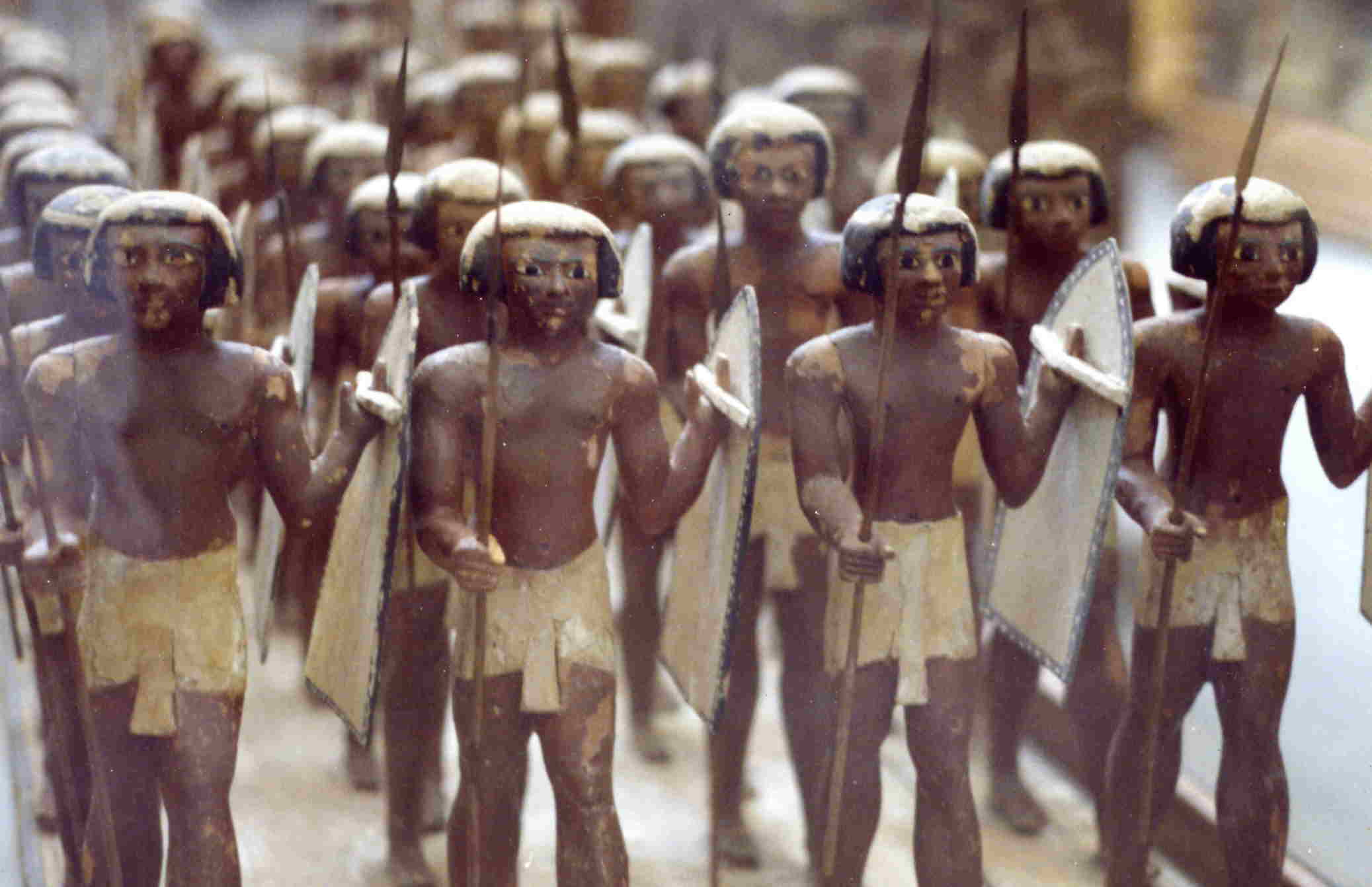
Infantería egipcia.

El ejército de Ramsés II con sus incontables carros, infantes, arqueros, portaestandartes y bandas de música, era el más numeroso reunido por un faraón egipcio para una operación ofensiva, hasta ese momento.
Aunque la presencia militar egipcia en Siria había sido casi constante durante los imperios Antiguo y Medio, la estructura del que fue a Qadesh es típica del Imperio Nuevo y se diseñó a mediados del siglo XVI a. C.
La organización del ejército imitaba a la del estado, y fue consecuencia directa de la victoria egipcia sobre los hicsos, que de improviso puso a los faraones a cargo de un territorio que llegaba hasta el Éufrates. Para controlar semejante extensión de tierra era necesaria la creación de un ejército profesional permanente, equipado con todas las armas que la tecnología de fines de la Edad del Bronce pudiese procurar. Egipto se había convertido, pues, en un estado militar. El hecho de que los príncipes fuesen criados por generales y no por nodrizas es la prueba más lapidaria de este extremo.
La estrecha unión entre ejército y estado permitió, por ejemplo, que a la muerte de Tutankamón y su sucesor Ay, se estableciese en el gobierno una serie de dictadores militares, tres generales que se autoproclamaron faraones y marcaron el fin de la XVIII Dinastía. Al morir el último de estos —Horemheb—, el poder pasó a Ramsés I, Seti I y Ramsés II, gobernantes legítimos, pero el concepto de que un general podía erigirse en faraón había ya penetrado en la mente de todos los súbditos, y principalmente de los militares. Dejando a un lado el golpe militar, era claramente posible que un soldado creciera económica y socialmente a través de su participación en el ejército, y muy bien podía ascender hasta la nobleza y aún llegar a la corte. Normalmente, además, los oficiales que pasaban a retiro efectivo eran nombrados asistentes personales de los nobles, administradores del estado o ayos de los hijos del rey.
El ejército era visto, pues, como una importante herramienta de progreso social. Particularmente para los pobres, presentaba oportunidades jamás vistas por el campesino que se quedaba en sus tierras. Como no había distinción entre tropa, suboficiales y oficiales —un soldado raso podía llegar a general de ejército si su capacidad se lo permitía— y se les otorgaba una importante cuota de los ricos botines obtenidos, la ambición de muchísimos trabajadores era pasar a las filas de la milicia real tan pronto como fuese posible.
Los papiros de la época prueban que a todos los veteranos se les escrituraban grandes extensiones de tierra que quedaban legalmente en sus manos para siempre. El soldado recibía, además, rebaños y personal del cuerpo de servicios de la casa real para poder trabajar las tierras recién obtenidas de inmediato. La única condición que se le exigía era que reservase a uno de sus hijos varones para ingresar a su vez en el ejército. Un papiro relativo a impuestos, fechado hacia 1315 a. C. (bajo Seti I), enumera estas ventajas otorgadas a un teniente general, un capitán y numerosos jefes de batallón, infantes de marina, portaestandartes, carristas y escribas administrativos del ejército.
Cada soldado debía "luchar por su buen nombre" y defender al faraón como un hijo a su padre, otorgándosele si combatía bien un título o condecoración llamado "El Oro del Coraje". Si mostraba cobardía o huía del combate, se lo denigraba, degradaba y, en ciertos casos, como Qadesh, podía incluso ser ejecutado en forma sumarísima y sin juicio, al solo albedrío del rey.

#### Organización

El Dios Ra, patrono del Segundo Cuerpo de Ejército.

El ejército egipcio estaba organizado tradicionalmente en grandes cuerpos de ejército (o divisiones, según la terminología empleada) organizados a nivel local, que contaban cada uno con unos 5000 hombres (4000 infantes y 1000 aurigas que tripulaban los 500 carros de guerra agregados a cada cuerpo o división).
Si bien se cree que en tiempos de Tutmosis III existieron cuatro de estos cuerpos (en la batalla de Megido, como parece indicar un pasaje en un único papiro), un decreto de Horemheb ratificaba la estructura ancestral de dos cuerpos de ejército. Consciente de la necesidad de amasar una gran fuerza para combatir a los hititas, Ramsés II amplió y reorganizó el ejército de dos cuerpos que Seti había llevado a Siria, restituyendo el esquema de cuatro cuerpos (o creándolo, como queda dicho). Es posible que el Tercer Cuerpo existiese ya en tiempos de Ramsés I o Seti I, pero no existe duda alguna de que el Cuarto fue fundado por Ramsés II. Esta estructura, sumada a la alta movilidad de las unidades, proporcionaba a Ramsés una gran flexibilidad táctica.
Cada cuerpo de ejército recibía como emblema la efigie del dios tutelar de la ciudad donde había sido creado, residía normalmente y le servía de base, y cada uno poseía también sus propias unidades de abastecimiento, servicios para apoyo de combate, logística e inteligencia.
La estructura del ejército en tiempos de Qadesh era la siguiente:
| Cuerpo de Ejército | Nombre                | Emblema - Dios Tutelar | Basado en  | Fundado por       |
| ------------------ | --------------------- | ---------------------- | ---------- | ----------------- |
| Primer Cuerpo      | "Poder de los Arcos"  | Amón                   | Tebas      | Tradicional       |
| Segundo Cuerpo     | "Abundancia de Valor" | P´Ra                   | Heliópolis | Tradicional       |
| Tercer Cuerpo      | "Fuerza de los Arcos" | Sutekh (Seth)          | Pi-Ramsés  | Ramsés I o Seti I |
| Cuarto Cuerpo      | Desconocido           | Ptah                   | Menfis     | Ramsés II         |

Los 4000 infantes de cada cuerpo de ejército estaban organizados en 20 compañías o sa de entre 200 y 250 hombres cada una. Estas compañías llevaban nombres sonoros y pintorescos, muchos de los cuales han llegado hasta nosotros, como "León al acecho", "Toro de Nubia", "Destructores de Siria", "Resplandores de Atón" o "Justicia Manifestada".
Las compañías, a su vez, se dividían en unidades de 50 hombres. En combate, las compañías y unidades adoptaban una estructura de falange: los soldados veteranos (menfyt) se ubicaban en la vanguardia, y los bisoños, reclutas y reservistas (llamados nefru) en la retaguardia.
Las numerosas unidades extranjeras que combatieron junto a Ramsés (mercenarios y también prisioneros de guerra a los que se ofrecía la vida, la libertad, parte del botín y tierras si luchaban por Egipto) mantenían su identidad ordenándose en unidades separadas por nacionalidad y adscritas a uno u otro cuerpo de ejército, o bien como unidades auxiliares, de apoyo o de servicios. Tal era el caso de los cananeos, nubios, sherden (guardia de corps del faraón, posiblemente habitantes primitivos de la isla de Cerdeña), etc.
Los nakhtu-aa, conocidos como "Los del fuerte brazo" constituían unidades especiales entrenadas para el combate cuerpo a cuerpo. Estaban muy bien armados, pero sus escudos y armaduras eran rudimentarios.
El arma principal del ejército egipcio, utilizada en grandes números tanto por la infantería como por las tripulaciones de los carros, era el temible arco mixto egipcio. Estos arcos disparaban largas flechas capaces de atravesar cualquier armadura de la época, por lo cual, en manos de un buen tirador, se convertían en el arma más letal del campo de batalla.

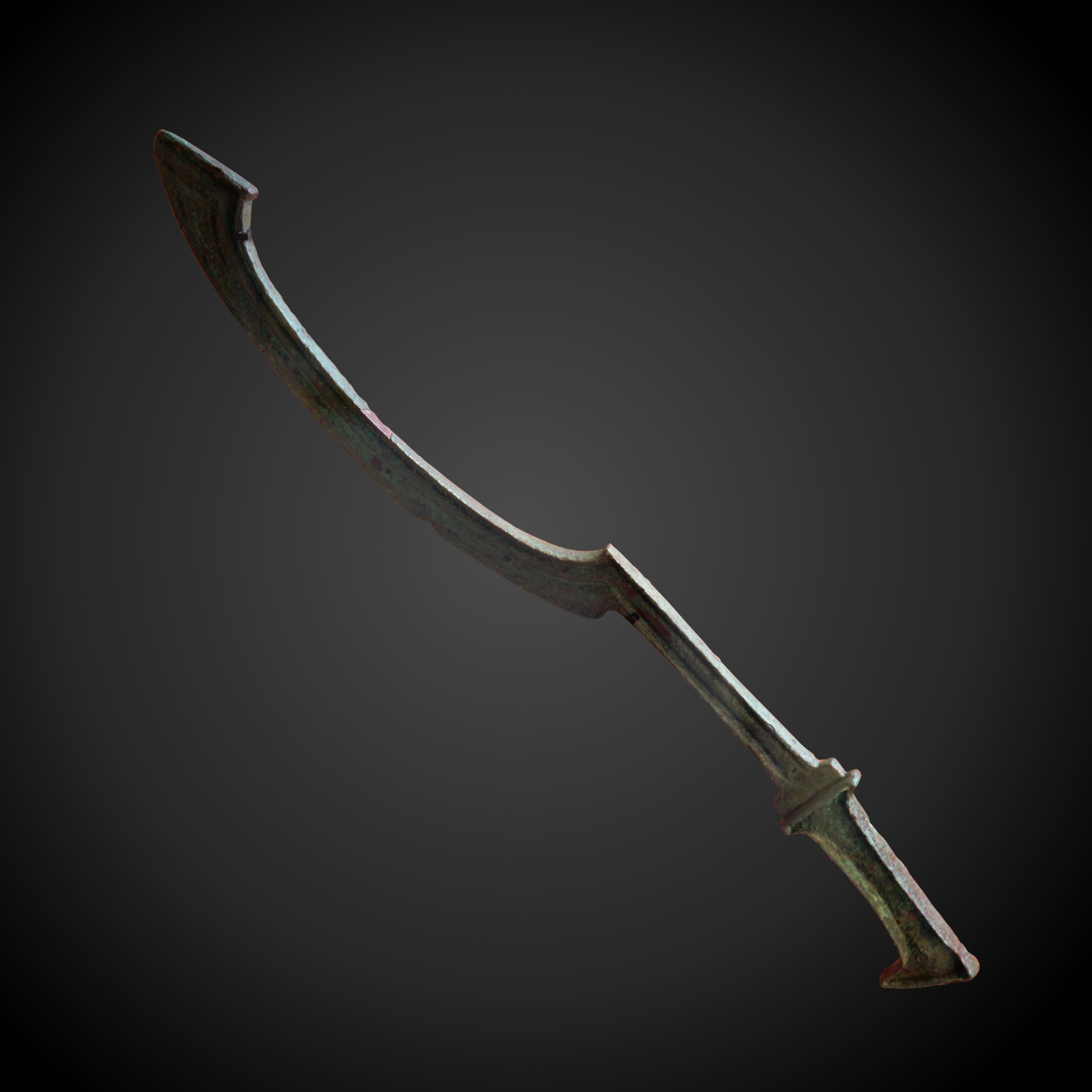
Espada khopesh egipcia de bronce (Museo del Louvre).

Además del arco, los soldados egipcios llevaban khopesh, espadas de bronce parecidas a guadañas, en forma de pata de caballo, dagas cortas y hachas de combate con cabeza de bronce.
Las unidades de carros no estaban organizadas como cuerpos propios, sino al modo de la artillería regimental actual: eran agregadas a los cuerpos de ejército, de quienes dependían, en una proporción de 25 carros por cada compañía. A las versiones de combate se sumaban dos variantes más ligeras y veloces: un tipo dedicado a las comunicaciones y otro para exploración y observación avanzada.
Diez carros de guerra formaban una escuadra, cincuenta (cinco escuadras) un escuadrón, y cinco escuadrones una unidad mayor llamada pedjet (batallón), compuesto por 250 vehículos y comandada por un "Jefe de Huestes" que obedecía directamente al jefe del cuerpo de ejército.
Por consiguiente, cada cuerpo de ejército tenía asignados no menos de dos pedjet (500 carros) que, entre los cuatro cuerpos, hacían los 2000 vehículos que indican las fuentes contemporáneas a los hechos.
Aunque deben sumarse a ellas las unidades amorreas de carros llamadas ne´arin —que, al igual que las unidades extranjeras de infantería, no pertenecían a los cuerpos de ejército— es necesario decir que muchos de los carros egipcios estaban aún de camino cuando comenzó la batalla y jamás llegaron a entrar en combate. Esto es probablemente lo que sucedió con los carros de las divisiones Ptah y Seth. Si este es el caso, y arribaron cuando todo había concluido, esos 1000 carros con sus tripulaciones sanas y descansadas debieron disuadir a los hititas de intentar presentar batalla otra vez.
Los carros egipcios tenían el eje en el extremo posterior y su trocha era mucho mayor que el ancho del vehículo, lo que los hacía casi involcables y capaces de girar prácticamente sobre sí mismos, cambiando de dirección en un tiempo brevísimo. Por ello eran más maniobrables que los de los hititas, aunque su inercia no era tan grande debido a su menor peso.
Estaban tripulados por solo dos hombres y no tres como sus enemigos: las tripulaciones estaban compuestas por un seneny (arquero) y el conductor, kedjen, que además debía proteger a aquel con un escudo. La falta de un tercer tripulante se compensaba con un infante a pie que corría a la par del vehículo, armado con escudo y una o dos lanzas. Este soldado cumplía la función de proteger a los seneny si era necesario, pero principalmente estaba allí para rematar a los heridos que el carro arrollaba a su paso —lo peor que podía pasarle a los carristas era dejar enemigos vivos a sus espaldas, ángulo desde el cual quedaban completamente indefensos—.

#### Utilización táctica
Al contrario que sus enemigos, que basaban sus tácticas en el uso de carros pesados, el ejército egipcio estaba centrado, ya desde el Imperio Antiguo, en la coordinación de numerosas unidades de infantería organizadas en sus respectivos cuerpos de ejército. La asimilación entre sociedad y estado y este y el ejército permitió desde tiempos remotos que los generales aprovecharan para sus tropas la capacidad de coordinación, organización y precisión que los faraones antiguos habían logrado para las grandes masas de trabajadores de sus notables proyectos arquitectónicos. También la administración y la intendencia habían sido copiadas de los equipos de trabajadores que habían trabajado en las pirámides de Guiza.
Los jefes confiaban en los altamente móviles grupos de carros, pero, hasta el final de su civilización, el arma primaria y núcleo del ejército siguió siendo la infantería.
La función de los carros egipcios era atravesar las líneas enemigas, previamente obligadas a abrirse mediante los potentes arcos de la infantería, arrollando todo lo que encontraban a su paso. Aparte de su capacidad de choque, hacían las veces de poderosas plataformas de fuego móviles, intentando evitar, en lo posible, trabarse en combates de orden cerrado, donde los más pesados carros enemigos llevaban ventaja. Esta táctica de "golpear y correr" fue implementada con éxito durante más de tres siglos de guerra egipcia, y su versatilidad se vio colmada cuando la infantería desarrolló la táctica del corredor de a pie que apoyaba a cada carro y sacrificaba a los heridos. La seguridad a bordo del carro era tan buena que la mayoría de ellos podían entrar y salir de las filas enemigas dos o tres veces por batalla con sus seneny ilesos, multiplicando el número aparente de carros en el campo de batalla.

## Prolegómenos

### La declaración de guerra
Existen argumentos atendibles que indican que el campo de batalla de Qadesh se eligió de común acuerdo entre ambos mandos enfrentados. La deserción de Amurru en el invierno de 1302 a. C. fue considerada por los hititas como una violación al tratado Seti-Mursilis, y así se manifestó a la corte de Ramsés en misión diplomática al año siguiente.
Aunque no existe prueba documental, fuentes indirectas señalan que Muwatalli dio todos los pasos legales necesarios, como acusar formalmente a Ramsés de haber instigado la traición de su vasallo Amurru, planteando un juicio contencioso a través de un mensajero que arribó a Pi-Ramsés a principios del invierno de 1301 a. C. Ese mensaje, prácticamente copia textual del que su padre Mursilis había enviado años antes, concluía que, ya que las partes no podían ponerse de acuerdo acerca de los territorios en disputa, la contienda legal debía ser resuelta por el juicio de los dioses, es decir, en el campo de batalla.

### Marcha de aproximación egipcia

El dios Ptah, emblema del Cuarto Cuerpo de Ejército.

Habiéndose agotado todas las instancias de negociación pacífica, Ramsés II reunió a su ejército en las dos grandes bases militares de Delta y Pi-Ramsés. En el noveno día del segundo mes del verano de 1300 a. C. (ver la cuestión de las fechas), sus tropas rebasaron la ciudad-fortaleza fronteriza de Tjel y se internaron en Gaza por el camino de la costa mediterránea. Desde allí, tardaron un mes en llegar hasta el campo de batalla previsto, bajo las murallas de la ciudadela de Qadesh. El faraón iba a la cabeza de sus fuerzas, montado en su carro de guerra y empuñando su arco. [cita requerida]
Los cuatro cuerpos de ejército marcharon por rutas distintas: el Poema tallado en las paredes del templo de Karnak dice que el Primer Cuerpo fue hacia Hamath, el Segundo hacia Beth Shan y el Tercero por Yenoam. Ciertos historiadores modernos han utilizado esta circunstancia para imputar a Ramsés la culpa de la sorpresa sufrida por los dos primeros en la primera fase de la batalla, pero otros autores, como Mark Healy, aseguran que enviar los ejércitos por diversos caminos era una práctica normal y ajustada a las doctrinas militares de su época (ver controversia al respecto).
El Primero y el Segundo Cuerpos avanzaron a lo largo de la orilla oriental del Orontes, mientras que los dos restantes lo hicieron en rutas paralelas por la orilla oeste, entre el río y el mar. El Poema apoya esta teoría en su verso que dice que Ptah "...estaba al sur de Aronama". Esta ciudad se encontraba, en efecto, en la orilla occidental. Ello permitió al Cuerpo de Ptah acudir de inmediato en apoyo de Amón y Sutekh, sin necesidad de perder un tiempo precioso en vadear el ancho río.

### Víspera de la batalla
El arqueólogo y egiptólogo estadounidense Henry Breasted identificó hace más de 100 años el lugar donde Ramsés estableció su campamento inicial, la colina de 150 m llamada Kamuat el-Harmel, ubicada en la orilla derecha del Orontes. Allí amaneció el rey, acompañado de sus generales y sus hijos, en la mañana del día 9 del tercer mes del verano de 1300 a. C.
Poco después de la salida del sol, el Cuerpo de Amón desmontó el campamento y se dirigió, por terreno considerado "propio", hacia el norte, para llegar al campo de batalla pactado (la planicie bajo Qadesh). La marcha, aunque difícil, contó con la ventaja de que muchos de los veteranos conocían el camino, pues lo habían hecho anteriormente bajo el mando de Seti I (como el mismo rey, que había acompañado a su padre en la operación) o en la campaña anterior de Ramsés.
Los Cuerpos de Ejército de Ptah, Sutekh y P´Ra venían detrás, aproximadamente a un día de distancia, y los ne´arin amorreos con sus carros tampoco habían llegado todavía. Es lícito suponer que el faraón pretendía acampar frente a Qadesh y esperar algunos días al resto de sus fuerzas.
El cuerpo de ejército, comandado por el monarca, ocupó toda la mañana en descender de la montaña en la que se encontraba, atravesar el bosque de Robawi y comenzar el vadeo del ancho y profundo Orontes unos 6 km aguas abajo de la aldea de Shabtuna, identificada hoy con la colina de Tell Ma´ayan. Cerca quedaba también el villorrio de Ribla, donde Nabucodonosor II ubicaría, siglos más tarde, su puesto de mando para sitiar a Jerusalén.
El Cuerpo de Amón y su tren de suministros eran mayores que cualquiera de los otros tres, por lo que el cruce del Orontes tiene que haber durado desde media mañana hasta media tarde. Poco después de cruzar el río, las tropas faraónicas capturaron a dos beduinos shasu, los que fueron conducidos ante Ramsés para que los interrogara.
Para contento del rey-dios, los prisioneros aseguraron que Muwatalli y el ejército hitita no estaban en la llanura de Qadesh como se temía, sino que se encontraban en Khaleb, una localidad situada al norte de Tunip. El Boletín de guerra que acompaña al Poema afirma que los dos hombres fueron instruidos por los hititas para suministrar a los egipcios información de inteligencia falsa, haciéndoles creer que habían llegado primero y tenían, por tanto, la ventaja. Sin embargo, es bastante ingenuo pensar que los egipcios realmente creyeron a dichos informantes o que siquiera dichos informantes existieran.
Llegar antes al lugar de la batalla tenía una importancia táctica enorme en la Edad del Bronce, a tal punto que una diferencia de algunas horas podía definir el curso de una guerra. Las enormes dificultades logísticas de la época hacían muy difícil la preparación de un enorme ejército para combatir, con más razón cuando, como en este caso, hombres y animales necesitaban tener oportunidad de comer y descansar luego de una marcha forzada de 800 km que les había llevado más de un mes. Al enterarse de que los hititas no se encontraban allí, Ramsés vio la oportunidad de esperar un día a los otros tres cuerpos para enfrentar al enemigo con sus fuerzas al completo, dándoles incluso dos o tres días para que se preparasen.
Increíblemente, ni siquiera las fuentes egipcias mencionan que el faraón hubiera intentado comprobar la información que se le ofrecía, demostrando así su juventud y falta de experiencia. Contradiciendo la opinión de sus generales y eunucos más antiguos, Ramsés dio orden de que Amón se dirigiera de inmediato hacia Qadesh.

### Arribo al campo de batalla

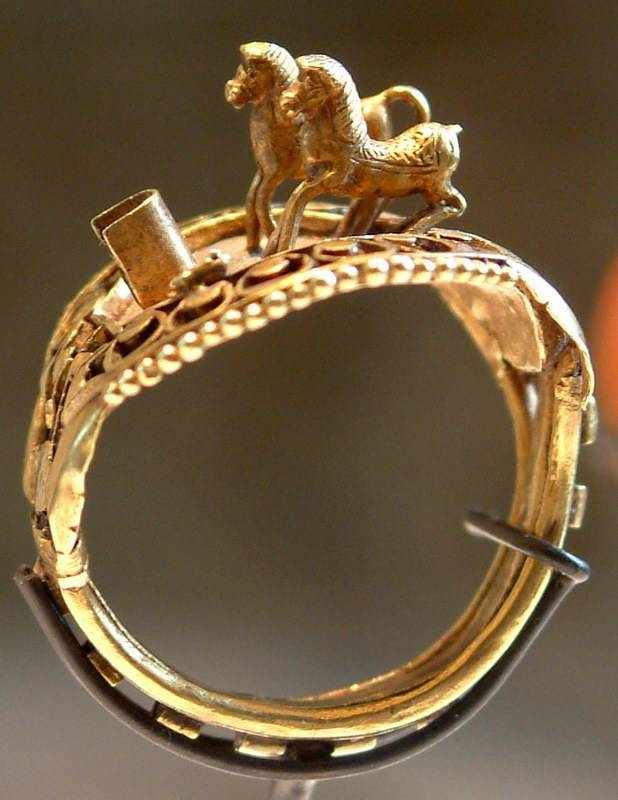
Detalle de un anillo de oro de Ramsés II, mostrando los dos caballos que tiraban del carro real en la batalla de Qadesh (Museo del Louvre).

No se ha podido determinar con precisión la ubicación exacta del campamento egipcio en el campo de batalla, pero había un solo lugar con agua potable y fácil de defender, por lo que es posible que Ramsés lo haya establecido allí. Se trata del mismo lugar donde Seti había edificado el suyo años atrás.
El campamento se organizó a la manera de un campamento romano, ordenándose a la tropa cavar un perímetro defensivo que más tarde se fortificó con miles de escudos solapados entre sí y clavados en tierra.
Previendo tener que pasar en ella muchos días, la base fue acondicionada para ofrecer cierta comodidad durante un lapso: se construyó en el centro el templo de Amón, se erigió una gran tienda para Ramsés, sus hijos y su séquito, e incluso se descargó de un carro el gran trono de oro del faraón que lo había acompañado todo el trayecto.
Los dos prisioneros shasu fueron apaleados y sometidos a otras graves torturas antes de ser conducidos de nuevo ante el rey, quien les volvió a preguntar dónde se encontraba Muwatalli. Ellos se mantuvieron firmes en su versión. Sin embargo, los castigos los ablandaron un tanto, hasta hacerles reconocer más tarde que "pertenecían" al rey de Hatti. De este modo, las preocupaciones reemplazaron la clara confianza del faraón. Más palos y más tormentos, y los beduinos confesaron lo que nadie en el campamento habría querido escuchar: "Muwatalli no está en Khaleb, sino detrás de la Ciudad Vieja de Qadesh. Está la infantería, están los carros, están sus armas de guerra, y todos juntos son más numerosos que las arenas del río, todos prontos, preparados y listos para combatir". La Qadesh vieja se encontraba muy cerca, unos pocos cientos de metros al noreste del promontorio sobre el que se encontraba la ciudad.
Ramsés comprendió que había sido engañado y que, con toda probabilidad, un desastre total era inminente: había que avisar a Ptah, Sutekh y P´Ra de la situación, para reunirlos con Amón lo antes posible. La iniciativa había quedado ahora para los hititas, por lo que el soberano envió a su visir al sur, al encuentro de P´Re, para exigirle que redoblara la marcha. Aunque no ha quedado registrado, parece razonable que enviara otro mensajero al norte para apurar la llegada de las unidades de ne´arin amorreos.

### El escondite hitita
El ejército hitita en efecto se encontraba tras los muros de Qadesh la Vieja, pero Muwatalli había establecido su puesto de comando en la ladera noreste del tell (colina o promontorio) en que se levantaba Qadesh, puesto elevado que, si bien no le permitía observar el campamento enemigo, si le daba una clara ventaja de inteligencia.
Por motivos que se desconocen, Ramsés liberó a los dos beduinos espías en lugar de retenerlos o ejecutarlos, y estos —como es lógico— corrieron a suministrar información a su señor. El rey hitita había enviado también otros exploradores avanzados para determinar dónde se encontraba exactamente el ejército enemigo, y se puede establecer que a la caída de la noche del día 9 del tercer mes (no antes) el monarca de Hatti había conseguido reunir toda la información necesaria.
Se dice en el Boletín que los hititas atacaron en medio de la última reunión de Ramsés con su estado mayor. Si esto es cierto, tenemos que creer que lo que se describe es un asalto nocturno. Si bien los ataques nocturnos existían, eran rarísimos, por varios motivos: si se atacaba a ciegas se corría el riesgo de caer en una emboscada, y si se llevaban antorchas para no perderse, las tropas atacantes se convertían en blancos fáciles para los arqueros enemigos.
Más aún: Muwatalli no pudo atacar antes de disponer de su información de inteligencia, y está demostrado que no pudo poseerla antes de que cayera la noche. Para colmo, su ejército se encontraba en Qadesh Vieja, por lo que para atacar a Ramsés en la oscuridad sus más de 40 000 infantes y 3500 carros debieron tener que vadear el río sin poder ver nada, lo que hubiese representado un seguro suicidio colectivo. De esta manera, las fuentes modernas se sienten autorizadas a afirmar que la batalla no se produjo ese mismo día 9, sino al día siguiente.

### El Segundo Cuerpo de Ejército
El visir de Ramsés llegó al vivac del Cuerpo de P´Re, junto al vado de Ribla, al amanecer del día 10. Como es lógico, nada estaba preparado aún: los soldados dormían y los caballos, maneados, se encontraban desenganchados de los carros.
Ante la perentoria orden de acudir de inmediato al campo de batalla, las tropas desmontaron las carpas, dieron de comer a los animales y cargaron los convoyes con la impedimenta. Esta labor tuvo que durar varias horas.
El visir cambió los caballos de su carro de guerra y, en vez de acompañar al Segundo Cuerpo al norte, se dirigió aún más al sur para dar la misma orden al Cuerpo de Ptah, que se encontraba al sur de la ciudad de Aronama.
El Segundo Cuerpo tardó un tiempo considerable en vadear el río, ya que las orillas estaban revueltas y pisoteadas por el paso del Cuerpo de Amón el día anterior y, en apariencia, la cautela militar fue dejada de lado por culpa de la urgencia. La cohesión de las formaciones se perdió en la orilla opuesta, y el ejército marchó hacia Qadesh a paso redoblado, posiblemente enviando los carros por delante.

## Primera fase

### Ataque hitita
Mientras el Segundo Cuerpo apretaba el paso en dirección norte, apurándose hacia el campamento de Ramsés en cumplimiento de las instrucciones llevadas por el visir, se aproximó a la ribera del río Al-Mukadiyah, un afluente del Orontes que rodeaba la base del monte donde se hallaba edificada Qadesh y luego discurría hacia el sur.
La visibilidad era muy mala, porque el tiempo había estado seco durante meses y el polvo levantado por miles de pies y las ruedas de los carros flotaba en el aire y tardaba mucho en asentarse.
Las márgenes del río estaban cubiertas de vegetación, llenas de matorrales, arbustos y aún árboles que no permitían a los egipcios ver el agua ni lo que se encontraba más allá.

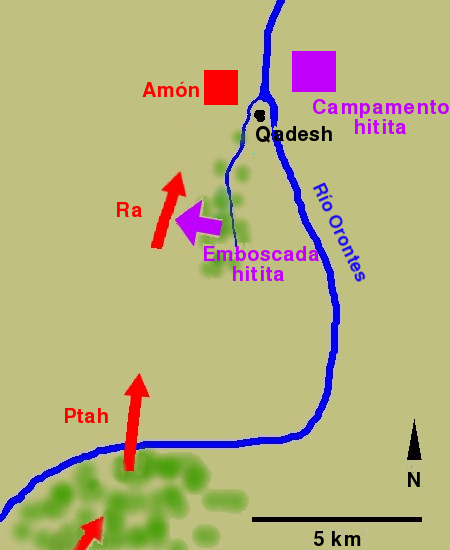
Ataque al cuerpo de Ra.

Cuando P´Ra estuvo a 500 metros del río, sobrevino la sorpresa: de la línea de vegetación de Al-Mukadiyah —a la derecha de los egipcios en marcha— emergió una enorme masa de carros de guerra hititas, que se arrojaron sobre la columna. Los carros egipcios que custodiaban la derecha de la fila fueron arrollados y destruidos por la marea de vehículos, caballos y hombres que seguían surgiendo de entre los árboles y no daban muestras de terminar. Lanzados al galope, los carristas hititas supieron que debían aprovechar la enorme inercia de sus carros, y azuzaron aún más a las bestias, que en loca carrera aplastaron la derecha egipcia. Atravesando las filas de infantes como un fuego, los hititas siguieron hacia el oeste, destrozaron los carros de la izquierda y dispersaron a los enemigos, alanceándolos desde los vehículos. Las dos filas de carros egipcios se derrumbaron, su formación de marcha —totalmente inadecuada para sobrevivir a un asalto lateral— se desintegró, y los pocos infantes sobrevivientes se dispersaron para ponerse fuera del alcance de las picas enemigas.
La disciplina egipcia desapareció ante este ataque sorpresa (ver controversia), y antes de que los últimos carros hititas acabaran de salir de entre los árboles, el Segundo Cuerpo de Ejército ya no existía. De los sobrevivientes, los que iban en cabeza se apuraron hacia el campamento de Ramsés, mientras que la retaguardia debe haber corrido al sur en busca de la protección del Cuerpo de Ptah que venía aproximándose en la lejanía.
Todo lo que quedaba de la formación egipcia era una senda sangrienta pulverizada por las ruedas de los carros y los cascos de sus caballos, y varios miles de cadáveres tendidos en las arenas del desierto.
Los carros egipcios de la vanguardia soltaron riendas y galoparon al norte hacia el campamento para avisar a Ramsés del ataque inminente. Mientras tanto, los carros hititas habían alcanzado la gran planicie al oeste, de un tamaño tal que les hubiese permitido girar en ángulo abierto y regresar para cazar a los sobrevivientes. Pero en lugar de hacer eso, viraron hacia el norte y se dirigieron a atacar el campamento de Ramsés II.

### Asalto al campamento egipcio
Ramsés había dispuesto que varias unidades de carros y compañías de infantería permanecieran de guardia, listas para la acción, en el interior del recinto cercado por escudos. A pesar de la confianza en que P´Ra y Ptah, en cumplimiento de las urgentes órdenes del visir, llegarían más tarde ese día, y Sutekh al día siguiente, y tal vez el 12 los ne´arin que venían del norte desde Amurru atravesando el valle del Eleuteros, muchos vigías se hallaban apostados en los cuatro lados del campamento observando la lejanía. Su tarea se veía dificultada por el aire caliente del desierto que distorsionaba las formas y por el polvo suspendido que refractaba la luz.
Los vigías del frente sur gritaron sus alarmas al mismo tiempo que los del lado oeste: mientras que los primeros anunciaban la frenética carrera de los carros sobrevivientes de P´Ra, los segundos acababan de ver la enorme formación de vehículos hititas que se lanzaba hacia ellos.
Aún antes de que los senenys de P´Ra entraran al campamento y comenzaran a explicar lo sucedido, todas las tropas se hallaban ya en zafarrancho de combate: en pocos minutos, los carros hititas se abalanzaron sobre el ángulo noroeste de la pared de escudos, la demolieron y penetraron en el campamento. La fila de escudos, el foso y las numerosas tiendas, carros y caballos trabados que encontraron a su paso comenzaron a detenerlos y a hacerles perder su inercia inicial, mientras que los defensores trataban de atacarlos con sus espadas khopesh en forma de guadaña. El asalto degeneró rápidamente en una salvaje melée lucha cuerpo a cuerpo. Los carros hititas se empujaban unos a otros porque el espacio interior no era suficiente para todos, de modo que muchos de ellos no pudieron ingresar y debieron luchar desde el exterior de la muralla de escudos y el foso defensivo.
Muchos egipcios murieron, y también numerosos hititas que, derribados de sus carros por las colisiones contra sus compañeros u obstáculos fijos, eran rápidamente sacrificados en tierra con un golpe de khopesh.
La guardia personal del faraón (los sherden) rodeó su tienda, dispuesta a defender al rey con sus vidas. Ramsés II, por su parte —según nos informa el Poema—, "se colocó su armadura y tomó sus arreos de batalla", organizando la defensa con los sherden (que disponían de carros e infantería) y varios otros escuadrones de carros de guerra que se hallaban estacionados al fondo del campamento (esto es, en su lado oriental).
La guardia del rey puso a los hijos de Ramsés —entre los que se encontraba el mayor de los varones, Prahiwenamef, que en ese entonces era el heredero al trono ya que sus dos hermanos habían muerto en la infancia— a buen recaudo en el extremo oriental, que no había sido atacado.
El faraón se colocó la khepresh (corona) azul y, gritando órdenes a su conductor (kedjen) personal, llamado Menna, montó en su carro de batalla.

### Ramsés organiza la defensa

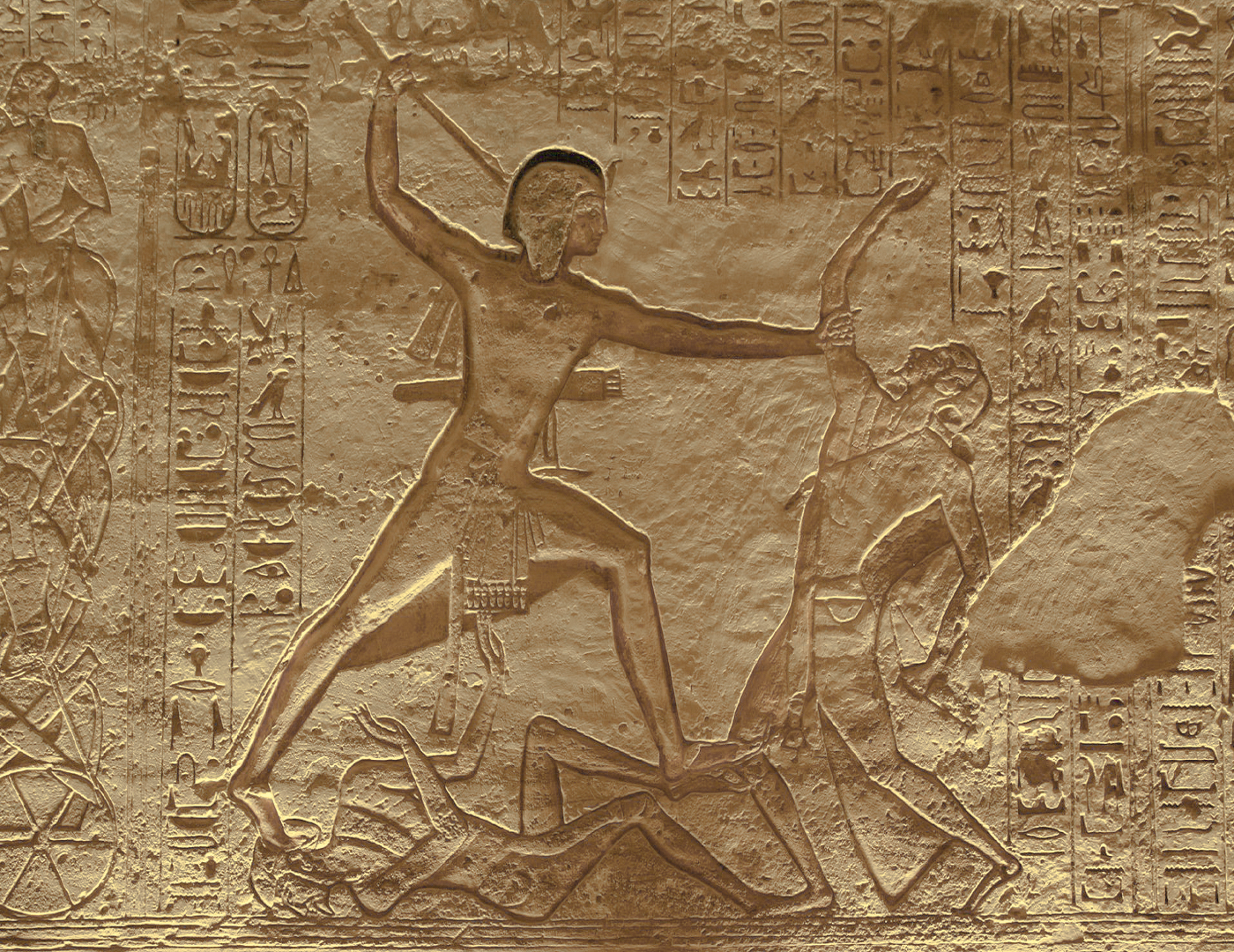
Bajorrelieve del templo de Abu Simbel que representa a Ramsés II derrotando a sus enemigos

Empuñando su arco y poniéndose a la cabeza de los carros sobrevivientes, Ramsés II salió del campamento por la puerta este y, girando al norte, lo rodeó hasta llegar a la esquina noroeste, donde los carros hititas se hallaban embotellados en incómoda confusión y, por lo mismo, casi indefensos. La atención de los invasores no se dirigió a los carros egipcios que los atacaban por retaguardia y el flanco izquierdo: estaban absortos tratando de ingresar al campamento. Recuérdese que Muwatalli les había quitado su paga, prometiéndoles solamente la parte del botín que pudiesen capturar. Por lo tanto, la primera prioridad de los hititas era tomar los bienes posibles del campamento egipcio, especialmente el enorme y pesado trono de oro del faraón.
Su ambición los perdió: el superior alcance de los arcos egipcios provocó una gran masacre sobre las tripulaciones hititas que aún no habían conseguido entrar, blancos fijos que se convirtieron en presa fácil para los experimentados tiradores egipcios. Tan amontonados se encontraban los hititas, que los disciplinados arqueros egipcios no necesitaban apuntar para hacer blanco en un hombre o un caballo.
Lentamente los hititas reaccionaron: espoleando a sus animales intentaron abandonar el combate y darse a la fuga por la llanura del oeste, en sentido opuesto al que habían venido. Pero sus caballos, al revés que los del enemigo, estaban fatigados, y sus carros eran más lentos y pesados. Los que ganaron la planicie trataron de dispersarse para no ofrecer un blanco tan obvio, pero los carros egipcios se lanzaron en su persecución.
Muchos murieron bajo las khopesh de los menfyt al caer de sus carros, que chocaban contra otros o se volcaban al tropezar con caballos muertos, y muchos otros cayeron bajo la temible precisión de los arqueros enemigos.
Al cabo de escasos momentos, el desierto al sur y al oeste del campamento estaba cubierto de cadáveres, a tal punto que Ramsés exclama en el Poema: "Hice que el campo se tiñera de blanco [en referencia a los largos delantales que llevaban los hititas] con los cuerpos de los Hijos de Hatti".
Derrotados completamente los hititas, con unos pocos sobrevivientes dispersos y en fuga, los menfyt se dedicaron a recorrer metódicamente el campo de batalla, rematando a los heridos y amputándoles las manos derechas. Este método, mostrado muchas veces como un ejemplo de la crueldad de los egipcios, era en realidad un recurso administrativo. Las manos cortadas se entregaban a los escribas, quienes, contándolas meticulosamente, podían hacer una estadística fidedigna de las bajas enemigas.

## Segunda fase

### Maniobra hitita de distracción
De acuerdo con la visión moderna sobre la batalla, el combate no estaba desarrollándose como Muwatalli había previsto. Además de la precipitada acción de abalanzarse sobre el cuerpo de ejército en marcha, la decidida reacción de Ramsés y sus carros había puesto en fuga a los vehículos hititas y ahora los egipcios perseguían a los carros atacantes.
Muwatalli debía aliviar la presión sobre ellos a como diese lugar: sabía perfectamente que el grueso de la fuerza egipcia ni siquiera había llegado (Sutekh y Ptah estaban aún de camino hacia Qadesh) y todo su plan se enfrentaba al desastre.
En consecuencia, eligió pasar a la acción con una maniobra de distracción que le permitiese recuperar la iniciativa perdida, haciendo regresar a parte de las tropas que perseguían a las suyas y obligando a Ramsés a regresar a su campamento.
En el puesto avanzado en el que se encontraba el rey hitita había muy pocas tropas: aparte de su cortejo personal, lo acompañaban solo unos pocos nobles de su confianza. En consecuencia, les ordenó que organizaran una fuerza de carros, que cruzaran el río y que atacaran el campamento egipcio desde el lado oriental.
La respuesta fue poco entusiasta (la nobleza no acostumbraba entrar en combate), pero las tajantes órdenes de su emperador dejaron poco lugar para la inacción. Así, los hombres más importantes de la jerarquía política hitita —incluyendo a los hijos, hermanos y amigos personales de Muwatalli— y de los comandos de sus aliados se reunieron en una escuadra ad hoc y, con dificultades, cruzaron el Orontes hacia poniente.

### Llegan los ne´arin

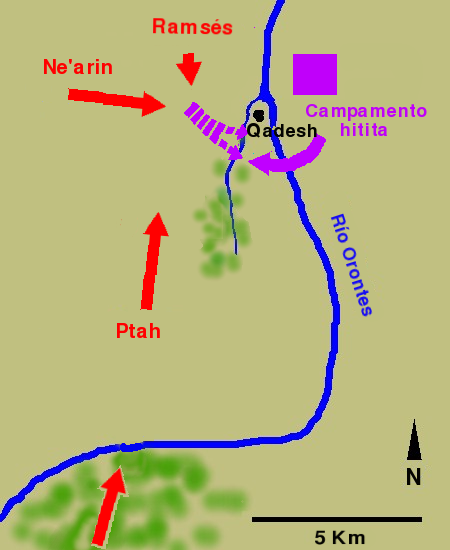
Llegada de los ne´arin.

Apenas asaltado el campamento por esta escasa fuerza, los carros hititas fueron arrollados por una gran fuerza de carros que llegaba desde el norte. Se trataba de los carros amorreos, los ne´arin, que aparecían providencialmente en ese momento de zozobra egipcia. Más atrás venía la infantería pesada de Amurru. El reporte escrito en las paredes del templo funerario de Ramsés, en Tebas, dice textualmente a este respecto: "Los Ne´arin irrumpieron entre los odiados Hijos de Hatti. Fue en el momento en que estos atacaban el campamento del faraón y conseguían penetrarlo. Los Ne´arin los mataron a todos".
Como un dejà vu de la primera parte del combate, todo se repitió: los amorreos asaetearon con sus flechas a los carros hititas que luchaban por ingresar a través de una brecha en el muro de escudos. Al intentar retroceder para salir de allí y huir nuevamente a la relativa seguridad de la orilla oriental del Orontes, ocurrió otro hecho que selló la suerte hitita: mientras comenzaban a vadear las aguas, hicieron su aparición desde el sur algunas unidades de carros que volvían de la caza y persecución de la otra fuerza, acompañadas por los elementos avanzados de carros e infantería pertenecientes al Cuerpo de Ptah que se hacía presente en el momento preciso.
La muerte llovió sobre los hititas en el camino hasta el río, en las orillas y aún en el centro del agua: muchos fueron asaetados, otros aplastados por los carros y los más murieron ahogados al ser arrojados fuera de sus vehículos, agobiados y arrastrados al fondo por el peso de sus armaduras.

### Ramsés castiga a los suyos
Mientras los últimos carros hititas se ponían a salvo en su orilla del río y los infantes egipcios amputaban las diestras de los caídos y las guardaban en sacos, Ramsés reocupó los restos de su campamento para esperar la llegada de Ptah y el retorno de los sobrevivientes de Amón y P´Ra.
Los prisioneros hititas, entre los cuales había oficiales de alta graduación, nobles e incluso realeza, fueron conducidos también allí, y debieron esperar en silencio la decisión que el faraón tomara sobre sus vidas.
El Poema dice que Ramsés recibió las felicitaciones de todos por su coraje y arrojo personal en la batalla, y que luego se retiró a su tienda y se sentó en su trono a "meditar lúgubremente".
Por la mañana del día 11, Ramsés hizo formar a las tropas de los Cuerpos de Amón y P´Ra en una fila frente a sí. Haciendo comparecer a los dignatarios hititas capturados para que presenciaran los acontecimientos, el faraón —tal vez personalmente— llevó a cabo el primer antecedente histórico del castigo que más tarde los romanos llamarían "diezmo": contando de diez en diez a sus soldados, ejecutó a cada décimo hombre para escarmiento y ejemplo de los demás. El Poema lo describe en primera persona: "Mi Majestad se puso ante ellos, los conté y los maté uno a uno, frente a mis caballos se derrumbaron y quedaron cada uno donde había caído, ahogándose en su propia sangre...".
Si bien no puede decirse que las tropas de Amón y P´Ra hayan combatido con cobardía —recuérdense que las columnas en marcha fueron sorprendidas por una fuerza de carros que, según la inteligencia del propio Ramsés no debía estar allí, y que, además, salió de un lugar fuera de la vista—, hoy se cree que se los castigó por haber violado la relación paterno-filial que se suponía debían mantener con su señor.
Además, es muy posible que tal escarmiento sirviera a los fines tácticos del faraón. Los amigos y parientes de Muwatalli fueron, como se dijo, obligados a presenciar la carnicería, y luego, liberados, corrieron a llevar a su señor las noticias del salvajismo de los egipcios para con sus propias tropas. Este fue, sin dudas, uno de los factores que impulsó a los hititas a firmar el armisticio más tarde ese mismo día.

### Final de la batalla
Liberados los prisioneros hititas de alto rango, la línea de acción de Muwatalli quedó muy clara. La principal fuerza ofensiva de su ejército —los carros— había sido destruida, y, asimismo, muchos jefes y dignatarios habían muerto en el ataque de los ne´arin.
No había podido explotar la ventaja táctica de haber llegado primero al campo de batalla al ser obligado a combatir prematuramente tras el encuentro fortuito de sus carros con la columna egipcia, por lo que estaba claro que la batalla se había perdido.
Ramsés tenía, en cambio, dos cuerpos de ejército frescos y completos, y los sobrevivientes de los otros dos fuertemente motivados por las ejecuciones sumarias que acababan de presenciar.
Sin embargo, las fuerzas egipcias de Ptah, Sutekh y ne´arin no eran suficientes para mantener la hegemonía egipcia en la región, y el rey hitita se dio cuenta de ello. Los deseos de Ramsés de sostenerse como potencia reteniendo Qadesh acababan de esfumarse y, en esas condiciones de derrota táctica y posible empate técnico estratégico, lo mejor era solicitar un armisticio. Qadesh quedaba en manos egipcias, pero era imposible que Ramsés pudiera quedarse allí para cuidarla. Debería regresar a Egipto para lamerse las heridas de sus grandes pérdidas y ello representaría la restauración del dominio hitita sobre Siria.
Por lo tanto, Muwatalli envió una embajada a solicitar la tregua y Ramsés, al aceptarla, reveló a los egipcios una debilidad que se confirmaría por los hechos posteriores.

## Consecuencias

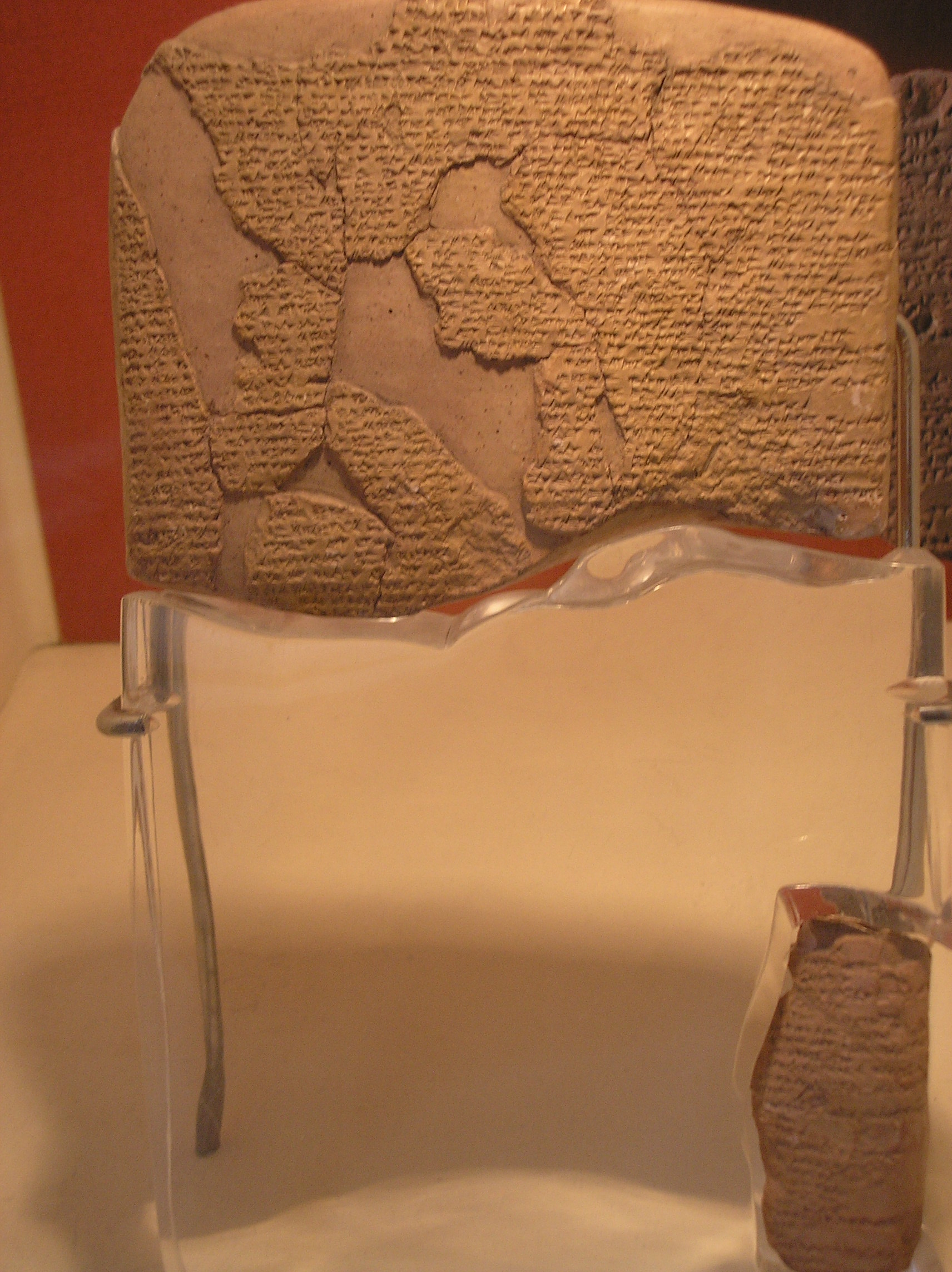
Tablilla de barro con el tratado firmado entre Hattusili y Ramsés. Versión encontrada en Bogazköy (Museo de Estambul).

Al proponer el inmediato cese del fuego, Muwatalli demostró su gran inteligencia. El armisticio le permitió ahorrar pérdidas, ya que poco después de Qadesh debió enviar los restos remanentes de su ejército a sofocar diversas rebeliones en otras partes de su imperio.
Ramsés y su ejército retornaron cabizbajos a Egipto, abucheados y silbados despreciativamente por cada poblado que atravesaban. Para mayor humillación, las tropas hititas siguieron a los egipcios hasta el Nilo a pocas millas de distancia, dando toda la impresión de que escoltaban a un ejército derrotado y cautivo.
La humillación de los supuestamente "victoriosos" soldados egipcios fue tan grande que todas las partes de Siria que quedaron bajo su dominio tras Qadesh se rebelaron contra el faraón (algunas de ellas incluso antes de que el ejército pasara por allí en su marcha hacia Pi-Ramsés). Todas ellas buscaron el cobijo hitita y quedaron bajo su órbita durante muchos años.
Si bien Egipto recuperó estas regiones más tarde, necesitó varias décadas para conseguirlo.
Inmediatamente tras Qadesh, siguió una larguísima guerra fría entre las dos potencias, una especie de equilibrio inestable que concluyó dieciséis años después con la firma del célebre Tratado de Qadesh.
El Tratado de Qadesh —primer convenio de paz de la historia y que se encuentra perfectamente conservado, ya que una de sus versiones se escribió en la lengua diplomática de la época, el acadio (la otra en jeroglífico egipcio), sobre láminas de plata—, describe minuciosamente las nuevas fronteras entre ambos imperios. Sigue con el juramento de ambos reyes de no volver a luchar entre sí, y culmina con la definitiva y perpetua renuncia de Ramsés a Qadesh, Amurru, el valle del Eleuteros y todas las tierras circundantes al río Orontes y sus tributarios.
A pesar de las graves pérdidas humanas sufridas en Qadesh, por lo tanto, la victoria final fue para los hititas.
Más tarde, concretamente en el año 34 del reinado de Ramsés, el faraón y el rey hitita sellaron y consolidaron el estado de cosas establecido en el Tratado mediante lazos de sangre: el hermano de Muwatalli y nuevo rey Hattusili III envió a su hija para que se casara con el faraón. Ramsés II tenía 50 años de edad cuando recibió a su jovencísima esposa, y tan contento quedó con el obsequio que la nombró reina, bajo el nombre egipcio de Maat-Hor-Nefru-Re. De esta forma, algunos de los hijos y nietos de Ramsés II fueron nietos y bisnietos de su gran enemigo, el rey Muwatalli de Hatti, aunque, según se cree, ninguno de ellos llegó al trono real.
A partir de Qadesh, Egipto y Hatti permanecieron en paz durante aproximadamente 110 años, hasta que en 1190 a. C. Hatti fue completamente destruido por los llamados "Pueblos del Mar".

## Visita al campo de batalla
El campo de batalla se puede visitar hoy. El promontorio sobre el que se encontraba la ciudadela de Qadesh se llama hoy Tell Nebi Mend y se puede visitar. El estado de conservación de las ruinas y la recreación del ambiente son bastante malos, aunque no es difícil llegar a él desde Damasco.
Sin embargo, la visita no está, hoy en día, justificada. Aunque se han desenterrado varios artefactos asirios, las excavaciones arqueológicas están prohibidas debido a la existencia de una tumba de un santo musulmán y una mezquita precisamente sobre la cima del promontorio y varios otros sepulcros árabes en el campo de batalla.

## Controversias y puntos oscuros

### Sobre la fecha de la batalla
Todas las fuentes coinciden en afirmar que la batalla comenzó "en el día noveno del tercer mes del verano del año quinto del reinado de Ramsés". Esto sitúa el combate alrededor del 27 de mayo de 1274 a. C. si el año de coronación de Ramses II acaeció en 1279 a. C.
Aunque se ha afirmado que el conflicto ocurrió entre 1274 y 1275 a. C., hay estudiosos que estiman que ocurrió en 1270 a. C. o incluso en 1265 a. C., aunque algunas fuentes modernas, por ejemplo, Healy (1995), datan la batalla en 1300 a. C., pero muchos egiptólogos y estudiosos, tales como Helck, von Beckerath, Ian Shaw, Kenneth Kitchen, Krauss y Málek, estiman que Ramsés II gobernó unos 66 años, de ca. 1279 a 1213 a. C., situando la fecha en torno al año 1274 a. C.

### Sobre las trayectorias de los ejércitos egipcios
Mucho se ha escrito acerca del supuesto "error" de Ramsés II al enviar los cuatro ejércitos por distintos caminos, y se ha imputado a esta decisión el cuasidesastre sufrido por los dos primeros al ser sorprendidos por los carros hititas en el primer día de la batalla.
Sin embargo, existen fuertes razones militares para que el faraón lo hiciera de esta forma, y las principales consisten en el tamaño de sus ejércitos y la aridez del terreno a recorrer. Estas dos circunstancias convertían en un gran problema la logística de suministros para las tropas. Se trataba de recorrer desde Egipto unos 800 km al norte, atravesando Canaán, hasta llegar a la Siria Central.
Si bien "la estación en que los reyes van a la guerra" (época en que se pactaban las guerras) estaba claramente circunscrita al período posterior a las cosechas de trigo y cebada para dar tiempo a los estados vasallos a que acopiaran grandes cantidades de alimentos para el ejército que llegaría luego, una vez abandonado el territorio amigo los cuerpos de ejército hubiesen quedado librados a sus propios medios. La única forma de transportar los suministros hubiese sido la formación de enormes convoyes de carretas de bueyes, de una lentitud tal que hubiesen retrasado a la fuerza entera durante meses y meses.
Cada ejército debía, pues, una vez traspuestos los límites del imperio, abastecerse a sí mismo mediante la requisa de alimentos de los vasallos del enemigo. Solo de esa forma pudieron los egipcios llegar al campo de batalla en buenas condiciones físicas y morales.
Si Ramsés hubiese enviado los cuatro cuerpos por la misma ruta, el Segundo hubiese encontrado, en un punto dado, solo la devastación producida por las necesidades del Primero. Tras él vendría el Tercero, hallando aún menos alimentos, y es muy probable que los soldados del Cuarto se hubiesen muerto de hambre. Ramsés no deseaba luchar solo con un cuerpo de ejército bien alimentado y otros tres débiles y al borde de la inanición, por lo que diseñó cuatro rutas de aproximación paralelas de modo que cada cuerpo nunca encontrase a su frente la gran carestía producida por el que lo precediera.

### Sobre la duración de la batalla
La única referencia a fechas concretas mencionada en fuentes antiguas es la del Poema, que ubica el campamento de Ramsés al sur de Qadesh en la mañana del día 9. Después no hay ninguna otra indicación cronológica, lo que ha llevado a los historiadores clásicos a suponer que todo ocurrió ese mismo día 9.
Esto es altamente improbable, y el principal obstáculo consiste en que las fuentes mencionan los vadeos del río como si se tratase de algo que se pudo realizar en lapsos bastante breves.
La geología y la hidrología han demostrado que el ancho, la profundidad y el caudal del Orontes no han cambiado sustancialmente en los últimos miles de años, por lo que las dificultades que se encuentran hoy para vadearlo no tienen por qué haber sido menores en tiempos de la batalla.
Se han hecho experiencias para reproducir el cruce del río por los lugares por donde lo vadearon Amón primero y los hititas más tarde. Se utilizaron carros árabes modernos tirados por asnos, que tienen ruedas de más o menos el mismo tamaño que los vehículos que nos ocupan, y se ha visto que, apenas abandonada la orilla, el agua llega hasta más arriba de los ejes. De esta observación surge la afirmación de que el ejército egipcio (4000 infantes y más de 500 carros de guerra, sin contar los de suministros) tuvieron que tardar hasta la caída de la tarde del día 9. Los espías fueron capturados después, torturados, interrogados y liberados aún más tarde, por lo que, si se quiere justificar el ataque hitita una vez que su rey tuvo los datos, toda la batalla de Qadesh ocurrió en noche cerrada.
Pero ni siquiera esta suposición considera que los hititas también tuvieron que cruzar el río en sentido opuesto. Ya no se trata de un solo cuerpo de ejército, sino de la fuerza completa, compuesta por más de 3500 carros y 40 000 hombres. Aparte de la circunstancia imposible de que esa enorme masa de gente esperara pacientemente todo el día, bajo el tremendo sol del verano sirio, a que los egipcios llegaran, sólo para tener que cruzar un ancho río en la oscuridad de la noche. Los que opinan así no tienen en cuenta que el cruce hubiese llevado toda la noche y más de la mitad de la mañana. Aparte de los muertos, ahogados y carros perdidos durante el cruce, los egipcios los hubieran sorprendido aún cruzando al amanecer, y posiblemente los hubiesen masacrado a pesar de la superioridad numérica hitita.
Es por ello que la teoría actual afirma que el ataque hitita se produjo durante el día siguiente, 10, y no por la noche del 9.

### Disputa sobre la sorpresa del ataque hitita
Es razonable suponer que por la noche del día 9, Muwatalli conocía la situación del campamento de Ramsés pero no cuántos soldados albergaba, e indudablemente no tenía forma de saber que el Cuerpo de P´Ra se aproximaba desde el sur, porque incluso la columna de polvo que levantaba este en su marcha quedaba oculta por la colina de Qadesh a los ojos de su propio puesto de mando y por supuesto a los de los vigías apostados en las murallas de Qadesh la Vieja.
Si bien su ejército estaba fresco y alerta, existen muy buenas razones para suponer que ni el hitita ni el faraón tenían previsto comenzar una batalla total al amanecer del día siguiente. No habían concluido el estricto protocolo que gobernaba las batallas de aquel tiempo, procedimiento ineludible que debía llevarse a cabo antes de entrar en combate y que incluía intercambio de delegaciones diplomáticas, parlamentos, toma de declaraciones por los escribas, etc.
Si bien ésta era la primera vez que el joven Ramsés entraba en batalla, y por lo tanto no sabemos cómo se hubiese conducido con anterioridad, sí consta que Muwatalli siempre había cumplido con una legalidad extrema los protocolos de la guerra. En todas sus intervenciones anteriores había acampado primero, parlamentado y atacado luego de común acuerdo con su enemigo. De hecho, los hititas nunca utilizaban el factor sorpresa, lo que consideraban deshonroso y digno de cobardes. Veían el ataque sorpresivo contra un enemigo desprevenido como una ventaja ilegítima. Las fuentes hititas consideran a Muwatalli como un gran jefe y un preclaro estratega, lauros que no hubiese obtenido de haber atacado por sorpresa al Cuerpo de P´Ra.
Los que afirman que la intención del rey hitita fue destruir a P´Ra olvidan que no lo logró, porque gran parte de las tropas sobrevivientes lograron llegar al campamento de Ramsés y es posible que muchas otras (las de retaguardia) hayan retrocedido para buscar la protección de Ptah. Para destruir a P´Ra necesariamente debió enviar a la infantería junto con los carros —cosa que no hizo— y por cierto que, al atravesar la columna egipcia, los tripulantes debieron haber girado en redondo y volver a atacar a los sobrevivientes. No hicieron tal cosa. Girando en una amplia curva hacia el norte, se dirigieron al campamento de Ramsés.
La teoría actual indica que Muwatalli no envió a sus carros a atacar a P´Ra porque, como primera consideración, ni siquiera sabía que el ejército pasaba por allí. Los envió a reconocer el terreno y el campamento de Ramsés, que era la verdadera utilización táctica que se daba a una fuerza de carros carente de infantería. Es por ello que, hoy en día, se piensa que egipcios e hititas no deseaban entablar combate ese día. Los carros de Hatti cruzaron en efecto el río Al Mukadiyah y, al salir de la línea de árboles, se dieron de manos a boca con las columnas de P´Ra que marchaban frente a ellos. Ante esta sorpresa, no tuvieron más remedio que avasallarlas y, sin volver para destruir completamente a su enemigo, se dirigieron, una vez atravesado el obstáculo, al campamento del faraón que, como queda dicho, siempre había sido su verdadero objetivo.
El inicio de las hostilidades el día 10 se considera hoy, pues, fruto de una casualidad imponderable y no decisión de los mandos enfrentados. Así, puede afirmarse que una simple expedición hitita de reconocimiento forzó a los egipcios a presentar una batalla para la cual ninguno de los contendientes estaba preparado.

### Identidad de los ne´arin
El hecho de que tanto el Poema como el Boletín hablen sólo vagamente sobre la posición del Cuerpo de Sutekh y las controversias sobre el significado exacto del término ne´arin ha llevado a los especialistas a preguntarse dónde estaba exactamente uno y quiénes eran los otros.
Más allá de los innegables hechos de que el rey hitita lanzó el ataque de su séquito personal para descongestionar la situación de sus carros en el llano y que esto tomó completamente por sorpresa a los egipcios, también fue un impensado golpe de mala suerte que los ne´arin llegaran desde el norte en ese preciso momento y lo destruyeran.
Lo que sí es claro es que Muwatalli ignoraba completamente su existencia. La llegada de tropas frescas desde el norte le tomó completamente por sorpresa.
El significado de la palabra ne´arin no está clara ni siquiera hoy: si bien las fuentes creen que se trataba de unidades amorreas, también es posible que fueran cananeas, que se tratase de un cuerpo de élite formado por los mejores soldados de los cuatro cuerpos o que simplemente fuera un nombre, título o apodo para el Cuerpo de Sutekh, al que Ramsés habría enviado cautelosamente al norte previendo una situación similar a la que ocurrió.
Otra hipótesis más moderna nombra a dicha unidad como Naharina, curiosamente el nombre que los egipcios daban a Mitanni.

### ¿Batalla o ejecución masiva?
Hasta hace pocos años, la ejecución masiva del 10% de los sobrevivientes egipcios de los cuerpos de P´Ra y Amón (aproximadamente un 5% del total del ejército) fue interpretada como una reanudación del combate el día 11. Ello no fue así.
La clave se encuentra en la terminología del Poema y del Boletín: durante toda la extensión de los textos se llama a los hititas "el Venido de Hatti", mientras que a las víctimas de los sucesos del día 11 se las nombra simplemente como "rebeldes", utilizando el mismo término que se usaba para designar a un niño escapado de su hogar. Es por ello que sabemos que el escriba se refiere en realidad a los soldados sobrevivientes que, con su supuesta cobardía y falta de moral, habían destruido la relación amorosa que su divino padre siempre había tenido con ellos.

## Cronología
NOTA: Como se ha explicado arriba, este artículo utiliza la cronología de la teoría moderna, liderada por la Universidad de Cambridge. Fuentes más clásicas fechan la batalla en años más recientes, llegando incluso a 1275 a. C.
- Hacia 1674 a. C.: Los hicsos invaden y capturan el Bajo Egipto y someten a vasallaje al resto del país, haciendo de Avaris su capital.
- siglo XVI a. C.|1570 a. C.]]: Amosis I es nombrado faraón, establece la Dinastía Tebana (XVIII) y lucha con los hicsos en la llamada "Guerra de Liberación Egipcia".
- Aproximadamente 1565 a. C.: Egipto expulsa y destruye a los hicsos, convirtiéndose de facto en propietario de Canaán y todo el Oriente Medio hasta el río Éufrates.
- Entre 1546 y 1526 a. C.: Guerra Siria de Amenofis I.
- Hacia 1525-1512 a. C.: Primer ataque de Tutmosis I contra las fuerzas mittanas en Siria. Su ejército coloca un mojón o estela a orillas del Éufrates para indicar la frontera extrema septentrional del Imperio Nuevo.
- 1482-1450 a. C.: Campaña de Amenofis II contra el norte de Siria y Canaán, en un intento de imponer las leyes egipcias en la región. Le cuesta diecisiete expediciones e innumerables bajas, hasta invadir en el año 33 de su reinado el propio Mittani. La derrota mittana le granjea honores y prestigio, pero el vencido renace incluso en vida del faraón, que no puede sino esperar que, a su muerte, sus sucesores sean capaces de recuperarlo.
- Hacia 1450-1425 a. C.: Amenofis II pretende recuperar el dominio egipcio sobre Mittani, pero es humillado. Un renacimiento del poderío militar hitita provoca conversaciones entre las dos potencias, ya que tanto el faraón como el rey de Hatti pretenden subyugar a la díscola región.
- 1425-1417 a. C.: Tutmosis IV firma un tratado con Mittani, que permite, por primera vez, una delimitación topográficamente exacta de las fronteras entre los imperios en el norte de Siria. Egipto modifica sus leyes para considerar a estos límites sus verdaderas fronteras asiáticas. Siguen a la firma del acuerdo dos generaciones completas de paz, las primeras en dos siglos y medio.